# Torneo Argentino B 2006-07
El Torneo Argentino B 2006-07 fue la decimosegunda edición del certamen, correspondiente a la cuarta división del fútbol argentino, se desarrolló entre el 1 de septiembre de 2006, con el inicio de la Fase Clasificatoria del Torneo Apertura, y el 3 de junio de 2007, con las finales de vuelta por el ascenso. En ella participaron cuarenta y ocho equipos provenientes de dieciocho provincias, divididos en seis zonas de ocho participantes.
Libertad, Boca Unidos y Cipolletti obtuvieron los ascensos al Torneo Argentino A, mientras que otros siete equipos perdieron la categoría, descendiendo al Torneo del Interior. A ellos se sumaron tres que renunciaron a sus plazas.

## Ascensos y descensos
| Posición          | Descendidos del Torneo Argentino B 2005/06 |
| ----------------- | ------------------------------------------ |
| 7° Zona A         | Bancruz (Río Gallegos)                     |
| 7° Zona B         | Sporting                                   |
| 6° Zona C         | Estudiantes (SL)                           |
| 7° Zona D         | Trinidad (San Juan)                        |
| 7° Zona E         | Juventud Unida (G)                         |
| 7° Zona F         | Eldorado                                   |
| 7° Zona G         | Altos Hornos Zapla                         |
| Serie de descenso | Rosario Puerto Belgrano                    |
| Serie de descenso | Mitre (SdE)                                |
| Serie de descenso | Paraná                                     |
| Promoción         | Centenario                                 |
| Renunció          | Ledesma                                    |
| Renunció          | Villa Atuel (M)                            |

| Posición  | Ascendidos del Torneo Argentino B 2005/06 |
| --------- | ----------------------------------------- |
| Campeón   | Gimnasia y Esgrima (M)                    |
| Campeón   | Central Norte                             |
| Campeón   | Santamarina                               |
| Promoción | Rivadavia                                 |
| Promoción | Real Arroyo Seco                          |
| Promoción | Alumni (VM)                               |

| Posición         | Ascendidos del Torneo del Interior 2006 |
| ---------------- | --------------------------------------- |
| Campeón          | Deportivo Coreano (Villa Lobos)         |
| Campeón          | 9 de Julio (Río Tercero)                |
| Campeón          | Sol de América (Formosa)                |
| Promoción        | Bella Vista (Bahía Blanca)              |
| Reclasificatorio | Centenario                              |
| Invitado         | Villa del Parque (Necochea)             |
| Invitado         | Cadetes de San Martín (Mar del Plata)   |
| Invitado         | Gimnasia y Esgrima (Santa Fe)           |
| Invitado         | Deportivo Guaymallén (Mendoza)          |
| Invitado         | Racing (Trelew)                         |

| Posición          | Descendidos del Torneo Argentino A 2005/06 |
| ----------------- | ------------------------------------------ |
| 12° Zona A        | Huracán (Comodoro Rivadavia)               |
| 12° Zona B        | Ñuñorco                                    |
| Partido desempate | Cipolletti (Río Negro)                     |
| Promoción         | Atlético Candelaria                        |
| Promoción         | General Paz Juniors                        |
| Promoción         | Racing (Olavarría)                         |

## Equipos participantes
Zona A
| Equipo                                       | Ciudad                  | Provincia | Estadio                    | Capacidad | Liga de Origen                       |
| -------------------------------------------- | ----------------------- | --------- | -------------------------- | --------- | ------------------------------------ |
| Asociación Civil Club Deportivo Cruz del Sur | San Carlos de Bariloche | Río Negro | Estadio José Antonio Jalil | 3.000     | Liga de Fútbol de Bariloche          |
| Asociación Civil Racing Club                 | Trelew                  | Chubut    | Cayetano Castro            | 5.000     | Liga de fútbol Valle del Chubut      |
| Club Atlético Huracán                        | Comodoro Rivadavia      | Chubut    | César Muñoz                | 6.000     | Liga de Fútbol de Comodoro Rivadavia |
| Club Atlético Independiente                  | Neuquén                 | Neuquén   | Estadio sin nombre         | 5.000     | Liga de Fútbol del Neuquén           |
| Club Cipolletti                              | Cipolletti              | Río Negro | La Visera de Cemento       | 12.000    | Liga Deportiva Confluencia           |
| Club Social y Deportivo Alianza              | Cutral-Co               | Neuquén   | El Coloso de Ruca Quimey   | 12.000    | Liga de Fútbol del Neuquén           |
| Club Social y Deportivo General Roca         | General Roca            | Río Negro | Luis Maiolino              | 10.000    | Liga Deportiva Confluencia           |
| Club Social y Deportivo Madryn               | Puerto Madryn           | Chubut    | Coliseo del Golfo          | 6.000     | Liga de fútbol Valle del Chubut      |

Zona B
| Equipo                                   | Ciudad        | Provincia    | Estadio                 | Capacidad | Liga de Origen              |
| ---------------------------------------- | ------------- | ------------ | ----------------------- | --------- | --------------------------- |
| Club Atlético Alvarado                   | Mar del Plata | Buenos Aires | José María Minella      | 35.354    | Liga Marplatense de fútbol  |
| Club Atlético Cadetes de San Martín      | Mar del Plata | Buenos Aires | José María Minella      | 35.354    | Liga Marplatense de fútbol  |
| Grupo Universitario                      | Tandil        | Buenos Aires | -                       | -         | Liga Tandilense de fútbol   |
| Club Atlético Sporting                   | Punta Alta    | Buenos Aires | Enrique Mendizábal      | 12.000    | Liga del Sur                |
| Club Social y Deportivo Villa del Parque | Necochea      | Buenos Aires | -                       | -         | Liga Necochense de fútbol   |
| Club Bella Vista                         | Bahía Blanca  | Buenos Aires | Ignacio Nicolás         | 4.000     | Liga del Sur                |
| Club Deportivo Coreano                   | Lobos         | Buenos Aires | -                       | -         | Liga Lobense de Fútbol      |
| Racing Athletic Club                     | Olavarría     | Buenos Aires | José Buglione Martinese | 12.000    | Liga de fútbol de Olavarría |

Zona C
| Equipo                               | Ciudad           | Provincia | Estadio                | Capacidad | Liga de Origen                        |
| ------------------------------------ | ---------------- | --------- | ---------------------- | --------- | ------------------------------------- |
| Asociación Atlética Estudiantes      | Río Cuarto       | Córdoba   | Ciudad de Río Cuarto   | 15.000    | Liga Regional de fútbol de Río Cuarto |
| Asociación Deportiva Centenario      | Centenario       | Neuquén   | -                      | -         | Liga de fútbol del Neuquén            |
| Club Atlético de la Juventud Alianza | Santa Lucía      | San Juan  | -                      | -         | Liga Sanjuanina de fútbol             |
| Club Atlético General Paz Juniors    | Córdoba          | Córdoba   | General Paz Juniors    | 11.200    | Liga Cordobesa de fútbol              |
| Club Atlético Trinidad               | Trinidad         | San Juan  | El Templo              | 15.000    | Liga Sanjuanina de fútbol             |
| Club Deportivo Maipú                 | Maipú            | Mendoza   | Omar Higinio Sperdutti | 8.000     | Liga Mendocina de fútbol              |
| Club Deportivo y Social Guaymallén   | Rodeo de la Cruz | Mendoza   | Hugo Pedro Alastra     | 5.100     | Liga Mendocina de fútbol              |
| Club Sportivo 9 de Julio             | Río Tercero      | Córdoba   | -                      | -         | Liga Regional Riotercerense de fútbol |

Zona D
| Equipo                                          | Ciudad                 | Provincia    | Estadio                     | Capacidad | Liga de Origen                               |
| ----------------------------------------------- | ---------------------- | ------------ | --------------------------- | --------- | -------------------------------------------- |
| Club Atlético El Linqueño                       | Lincoln                | Buenos Aires | Leonardo Costa              | -         | Liga Amateur de Deportes                     |
| Club Atlético Gimnasia y Esgrima                | Santa Fe               | Santa Fe     | Gigante de Ciudadela        | 10.000    | Liga Santafesina de Fútbol                   |
| Club Atlético Patronato de la Juventud Católica | Paraná                 | Entre Ríos   | Presbítero Bartolomé Grella | 22.000    | Liga Paranaense de fútbol.                   |
| Club Atlético Uruguay                           | Concepción del Uruguay | Entre Ríos   | Simón Luciano Plazaola      | 3.500     | Liga de fútbol de Concepción del Uruguay     |
| Club Deportivo Libertad                         | Sunchales              | Santa Fe     | Hogar de los Tigres         | 4.000     | Liga Rafaelina de fútbol                     |
| Club Social y Deportivo La Emilia               | La Emilia              | Buenos Aires | Jacinto López               | 6.500     | Liga Nicoleña de fútbol                      |
| Club Social y Deportivo Juventud Unida          | Gualeguaychú           | Entre Ríos   | De Los Eucaliptos           | 10.000    | Liga Departamental de fútbol de Gualeguaychú |
| Club Sportivo Las Parejas                       | Las Parejas            | Santa Fe     | -                           | -         | Liga Cañadense de Fútbol                     |

Zona E
| Equipo                          | Ciudad              | Provincia           | Estadio                  | Capacidad | Liga de Origen                        |
| ------------------------------- | ------------------- | ------------------- | ------------------------ | --------- | ------------------------------------- |
| Asociación Deportiva 9 de Julio | Morteros            | Córdoba             | La Villa de los Deportes | 5.000     | Liga Regional de Fútbol San Francisco |
| Club Atlético Central Córdoba   | Santiago del Estero | Santiago del Estero | Alfredo Terrera          | 16.000    | Liga Santiagueña de Fútbol.           |
| Club Atlético Independiente     | La Rioja            | La Rioja            | -                        | -         | Liga Riojana de Fútbol                |
| Club Atlético Ñuñorco           | Monteros            | Tucumán             | Estadio sin nombre       | 15.500    | Liga Tucumana de Fútbol               |
| Club Atlético Policial          | Catamarca           | Catamarca           | -                        | -         | Liga Catamarqueña de fútbol           |
| Club Gimnasia y Tiro            | Salta               | Salta               | El Gigante del Norte     | 24.300    | Liga Salteña de fútbol                |
| Club Sportivo Belgrano          | San Francisco       | Córdoba             | Oscar C. Boero           | 9.200     | Liga Regional de Fútbol San Francisco |
| Concepción Fútbol Club          | Concepción          | Tucumán             | Stewart Shipton          | 10.000    | Liga Tucumana de Fútbol               |

Zona F
| Equipo                                 | Ciudad      | Provincia  | Estadio                        | Capacidad | Liga de Origen            |
| -------------------------------------- | ----------- | ---------- | ------------------------------ | --------- | ------------------------- |
| Club Social y Deportivo Textil Mandiyú | Corrientes  | Corrientes | José Antonio Romero Feris      | 16.000    | Liga Correntina de fútbol |
| Club Atlético Chaco For Ever           | Resistencia | Chaco      | Juan Alberto García            | 20.000    | Liga Chaqueña de fútbol   |
| Club Mutual Crucero del Norte          | Garupá      | Misiones   | Comandante Andrés Guacuararí   | 12.000    | Liga Posadeña de fútbol   |
| Club Atlético Boca Unidos              | Corrientes  | Corrientes | -                              | -         | Liga Correntina de fútbol |
| Club Sol de América                    | Formosa     | Formosa    | -                              | -         | Liga Formoseña de fútbol  |
| Club Atlético Candelaria               | Candelaria  | Misiones   | -                              | -         | Liga Posadeña de fútbol   |
| Club Deportivo Guaraní Antonio Franco  | Posadas     | Misiones   | Clemente Fernández de Oliveira | 12.000    | Liga Posadeña de fútbol   |
| Club Atlético Sarmiento                | Resistencia | Chaco      | -                              | -         | Liga Chaqueña de fútbol   |

### Distribución geográfica

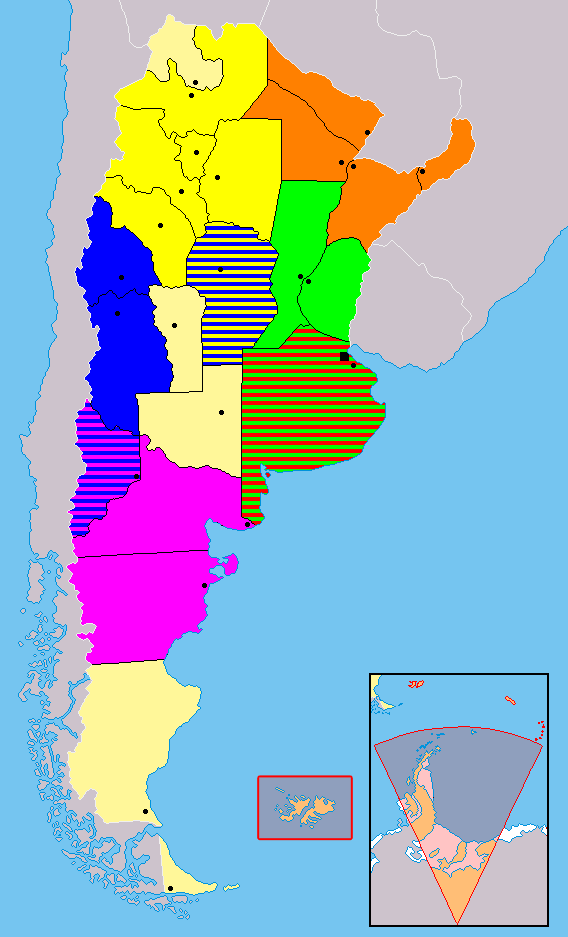
Distribución de los equipos por provincia. En fucsia, provincias con equipos de la Zona A; en rojo, de la Zona B; en azul, de la Zona C; en verde, de la Zona D; en amarillo, de la Zona E; y en naranja, de la Zona F.

| Región                   | Cant. | Equipos |
| ------------------------ | ----- | --- |
| Interior de Buenos Aires | 10    | Alvarado, Bella Vista, Cadetes de San Martín, Deportivo Coreano, El Linqueño, Grupo Universitario, La Emilia, Racing (O), Sporting, Villa del Parque |
| Catamarca                | 1     | Atl. Policial |
| Chaco                    | 2     | Chaco For Ever, Sarmiento (R) |
| Chubut                   | 3     | Deportivo Madryn, Huracán (CR), Racing (T) |
| Córdoba                  | 5     | 9 de Julio (M), 9 de Julio (Río Tercero), Estudiantes (Río Cuarto), Gral. Paz Juniors, Sp. Belgrano                                                  |
| Corrientes               | 2     | Boca Unidos, Textil Mandiyú |
| Entre Ríos               | 3     | Atl. Uruguay, Juventud Unida, Patronato |
| Formosa                  | 1     | Sol de América |
| La Rioja                 | 1     | Independiente |
| Mendoza                  | 2     | Deportivo Guaymallén, Deportivo Maipú |
| Misiones                 | 3     | Atl. Candelaria, Crucero del Norte, Guaraní A. Franco                                                                                                |
| Neuquén                  | 3     | Alianza (Cutral-Có), Centenario, Independiente (N),                                                                                                  |
| Río Negro                | 3     | Cipolletti, Cruz del Sur, Deportivo Roca |
| Salta                    | 1     | Gimnasia y Tiro |
| San Juan                 | 2     | Atl. Trinidad, Juventud Alianza |
| Santa Fe                 | 3     | Gimnasia (Santa Fe), Libertad (S), Sportivo Las Parejas                                                                                              |
| Santiago del Estero      | 1     | Central Córdoba |
| Tucumán                  | 2     | Concepción F.C., Ñuñorco |
| Total                    | 48    | |

## Sistema de disputa
La temporada contó con la participación de cuarenta y ocho (48) equipos y fue dividida en tres partes, el Torneo Apertura, el Torneo Clausura, y la Fase final.
El campeonato otorgó tres (3) ascensos al Torneo Argentino A de la siguiente temporada y la posibilidad de tres más mediante la promoción, mientras que hubo tres (3) descensos directos al Torneo del Interior y la posibilidad de seis (6) más mediante la promoción.
Torneo Apertura
Primera fase: Los equipos participantes fueron divididos en seis (6) zonas nombradas de la A a la F, donde se enfrentaron con cada rival dos veces, una de local y una de visitante.

Al finalizar esta etapa, se confeccionó una tabla donde los tres (3) primeros accedían a la segunda fase del torneo. 
Segunda fase: Los dieciocho (18) clasificados fueron divididos en nueve (9) llaves, donde se enfrentaron contra un rival en partidos de ida y vuelta. Los ganadores accedían a la fase final.
Torneo Clausura
Primera fase: Los equipos participantes fueron divididos en seis (6) zonas nombradas de la A a la F, donde se enfrentaron con cada rival dos veces, una de local y una de visitante.

Al finalizar esta etapa, se confeccionó una tabla donde los tres (3) primeros accedían a la segunda fase del torneo. 
Segunda fase: Los dieciocho (18) clasificados fueron divididos en nueve (9) llaves, donde se enfrentaron contra un rival en partidos de ida y vuelta. Los ganadores accedían a la fase final.
Fase final
Dividida en tres series de eliminatorias, los dieciocho equipos provenientes de ambos torneos se enfrentaban contra sus rivales en partidos de ida y vuelta a fin de determinar tres ganadores, quienes ascendían directamente, mientras quienes perdían en la última eliminatoria debían disputar la promoción.
Régimen de descenso
Al finalizar ambos torneos, se sumaron la cantidad de puntos de todos los equipos y los últimos de cada zona debían disputar encuentros entre sí para evitar el descenso. De esos seis (6) equipos, los tres perdedores descendían, mientras que los ganadores debían disputar la promoción.
Por otro lado, los penúltimos de cada zona disputaban encuentros entre sí para determinar quienes jugaban la promoción. De esos seis (6) equipos, los tres ganadores mantuvieron la categoría, mientras que los tres perdedores debían disputar la promoción.

## Torneo Apertura
El Torneo Apertura dio inicio a la temporada con el partido disputado el 1 de septiembre del 2006 entre los equipos de Trinidad y Juventud Alianza, ambos de la provincia de San Juan.

### Primera fase

#### Zona A
| Zona A | Zona A                           | Zona A | Zona A | Zona A | Zona A | Zona A | Zona A | Zona A | Zona A |
| Equipo | Equipo                           | Pts    | PJ     | PG     | PE     | PP     | GF     | GC     | DIF    |
| ------ | -------------------------------- | ------ | ------ | ------ | ------ | ------ | ------ | ------ | ------ |
| 1º     | Cipoletti (Río Negro)            | 27     | 14     | 7      | 6      | 1      | 26     | 12     | +14    |
| 2º     | Independiente (Neuquén)          | 22     | 14     | 6      | 4      | 4      | 24     | 17     | +7     |
| 3º     | Deportivo Madryn (Puerto Madryn) | 22     | 14     | 5      | 7      | 2      | 23     | 17     | +6     |
| 4º     | Deportivo Roca (General Roca)    | 18     | 14     | 5      | 3      | 6      | 17     | 20     | -3     |
| 5º     | Cruz del Sur (Ñirighuao)         | 17     | 14     | 4      | 5      | 5      | 19     | 19     | 0      |
| 6º     | Huracán (Comodoro Rivadavia)     | 16     | 14     | 4      | 4      | 6      | 17     | 20     | -3     |
| 7°     | Racing (Trelew)                  | 15     | 14     | 4      | 3      | 7      | 18     | 28     | -10    |
| 8º     | Alianza (Cutral-Có)              | 12     | 14     | 2      | 6      | 6      | 17     | 28     | -9     |

|  | Clasificado a la siguiente fase del torneo. |

| Cruz del Sur  | 2 - 0 | Huracán          |
| Racing        | 1 - 1 | Alianza          |
| Cipolletti    | 4 - 1 | Deportivo Roca   |
| Independiente | 1 - 1 | Deportivo Madryn |

| Alianza          | 3 - 3 | Cruz del Sur  |
| Deportivo Roca   | 2 - 1 | Racing        |
| Huracán          | 1 - 1 | Independiente |
| Deportivo Madryn | 1 - 1 | Cipolletti    |

| Alianza      | 2 - 2 | Huracán          |
| Cruz del Sur | 0 - 0 | Deportivo Roca   |
| Racing       | 2 - 2 | Deportivo Madryn |
| Cipolletti   | 0 - 0 | Independiente    |

| Huracán          | 2 - 2 | Cipolletti   |
| Deportivo Roca   | 1 - 0 | Alianza      |
| Deportivo Madryn | 3 - 3 | Cruz del Sur |
| Independiente    | 5 - 1 | Racing       |

| Cruz del Sur   | 3 - 1 | Independiente    |
| Deportivo Roca | 3 - 2 | Huracán          |
| Racing         | 0 - 3 | Cipolletti       |
| Alianza        | 1 - 2 | Deportivo Madryn |

| Independiente    | 1 - 1 | Alianza        |
| Deportivo Madryn | 0 - 3 | Deportivo Roca |
| Huracán          | 1 - 0 | Racing         |
| Cipolletti       | 2 - 0 | Cruz del Sur   |

| Deportivo Madryn | 1 - 1 | Huracán       |
| Deportivo Roca   | 2 - 1 | Independiente |
| Alianza          | 1 - 2 | Cipolletti    |
| Cruz del Sur     | 2 - 3 | Racing        |

| Deportivo Madryn | 2 - 1 | Independiente |
| Deportivo Roca   | 0 - 0 | Cipolletti    |
| Huracán          | 1 - 0 | Cruz del Sur  |
| Alianza          | 1 - 1 | Racing        |

| Racing        | 3 - 1 | Deportivo Roca   |
| Cipolletti    | 1 - 1 | Deportivo Madryn |
| Independiente | 2 - 1 | Huracán          |
| Cruz del Sur  | 0 - 1 | Alianza          |

| Deportivo Madryn | 1 - 2 | Racing       |
| Deportivo Roca   | 1 - 2 | Cruz del Sur |
| Independiente    | 1 - 0 | Cipolletti   |
| Huracán          | 3 - 1 | Alianza      |

| Cruz del Sur | 0 - 0 | Deportivo Madryn |
| Racing       | 0 - 2 | Independiente    |
| Alianza      | 2 - 2 | Deportivo Roca   |
| Cipolletti   | 2 - 0 | Huracán          |

| Deportivo Madryn | 6 - 0 | Alianza        |
| Independiente    | 2 - 0 | Cruz del Sur   |
| Huracán          | 2 - 1 | Deportivo Roca |
| Cipolletti       | 4 - 2 | Racing         |

| Deportivo Roca | 0 - 1 | Deportivo Madryn |
| Racing         | 1 - 0 | Huracán          |
| Cruz del Sur   | 1 - 1 | Cipolletti       |
| Alianza        | 3 - 2 | Independiente    |

| Huracán       | 1 - 2 | Deportivo Madryn |
| Independiente | 2 - 0 | Deportivo Roca   |
| Cipolletti    | 2 - 0 | Alianza          |
| Racing        | 1 - 3 | Cruz del Sur     |

#### Zona B
| Zona B | Zona B                                | Zona B | Zona B | Zona B | Zona B | Zona B | Zona B | Zona B | Zona B |
| Equipo | Equipo                                | Pts    | PJ     | PG     | PE     | PP     | GF     | GC     | DIF    |
| ------ | ------------------------------------- | ------ | ------ | ------ | ------ | ------ | ------ | ------ | ------ |
| 1º     | Alvarado (Mar del Plata)              | 22     | 14     | 5      | 7      | 2      | 19     | 13     | +6     |
| 2º     | Cadetes de San Martín (Mar del Plata) | 21     | 14     | 6      | 3      | 5      | 18     | 17     | +1     |
| 3º     | Sporting (Punta Alta)                 | 20     | 14     | 5      | 5      | 4      | 18     | 19     | -1     |
| 4º     | Bella Vista (Bahía Blanca)            | 19     | 14     | 4      | 7      | 3      | 21     | 17     | +4     |
| 5º     | Grupo Universitario (Tandil)          | 18     | 14     | 3      | 9      | 2      | 23     | 19     | +4     |
| 6º     | Villa del Parque (Necochea)           | 18     | 14     | 4      | 6      | 4      | 16     | 20     | -4     |
| 7°     | Deportivo Coreano (Lobos)             | 13     | 14     | 2      | 7      | 5      | 13     | 18     | -5     |
| 8º     | Racing (Olavarría)                    | 12     | 14     | 2      | 6      | 6      | 13     | 18     | -5     |

|  | Clasificado a la siguiente fase del torneo. |

| Alvarado            | 0 - 1 | Cadetes de San Martín |
| Grupo Universitario | 2 - 2 | Racing                |
| Sporting            | 1 - 1 | Deportivo Coreano     |
| Villa del Parque    | 1 - 2 | Bella Vista           |

| Bella Vista       | 0 - 0 | Alvarado            |
| Cadetes           | 3 - 1 | Sporting            |
| Deportivo Coreano | 0 - 0 | Grupo Universitario |
| Racing            | 0 - 0 | Villa del Parque    |

| Alvarado            | 0 - 0 | Villa del Parque      |
| Sporting            | 0 - 0 | Bella Vista           |
| Grupo Universitario | 2 - 2 | Cadetes de San Martín |
| Deportivo Coreano   | 0 - 0 | Racing                |

| Bella Vista           | 0 - 0 | Grupo Universitario |
| Racing                | 1 - 1 | Alvarado            |
| Villa del Parque      | 0 - 0 | Sporting            |
| Cadetes de San Martín | 0 - 0 | Deportivo Coreano   |

| Deportivo Coreano   | 3 - 1 | Bella Vista      |
| Grupo Universitario | 3 - 1 | Villa del Parque |
| Cadetes             | 1 - 0 | Racing           |
| Sporting            | 4 - 2 | Alvarado         |

| Villa del Parque | 1 - 0 | Deportivo Coreano     |
| Bella Vista      | 1 - 1 | Cadetes de San Martín |
| Alvarado         | 1 - 1 | Grupo Universitario   |
| Racing           | 0 - 1 | Sporting              |

| Cadetes de San Martín | 0 - 1 | Villa del Parque |
| Deportivo Coreano     | 0 - 1 | Alvarado         |
| Grupo Universitario   | 4 - 0 | Sporting         |
| Bella Vista           | 1 - 2 | Racing           |

| Cadetes de San Martín | 0 - 2 | Alvarado            |
| Bella Vista           | 3 - 3 | Villa del Parque    |
| Deportivo Coreano     | 0 - 0 | Sporting            |
| Racing                | 1 - 1 | Grupo Universitario |

| Alvarado            | 2 - 1 | Bella Vista           |
| Sporting            | 1 - 0 | Cadetes de San Martín |
| Grupo Universitario | 3 - 2 | Deportivo Coreano     |
| Villa del Parque    | 2 - 1 | Racing                |

| Racing                | 1 - 1 | Deportivo Coreano   |
| Villa del Parque      | 1 - 1 | Alvarado            |
| Bella Vista           | 1 - 1 | Sporting            |
| Cadetes de San Martín | 2 - 1 | Grupo Universitario |

| Alvarado            | 2 - 0 | Racing                |
| Grupo Universitario | 2 - 2 | Bella Vista           |
| Deportivo Coreano   | 2 - 1 | Cadetes de San Martín |
| Sporting            | 5 - 1 | Villa del Parque      |

| Racing           | 1 - 2 | Cadetes de San Martín |
| Bella Vista      | 4 - 0 | Deportivo Coreano     |
| Alvarado         | 3 - 0 | Sporting              |
| Villa del Parque | 1 - 1 | Grupo Universitario   |

| Deportivo Coreano     | 1 - 2 | Villa del Parque |
| Sporting              | 1 - 3 | Racing           |
| Grupo Universitario   | 2 - 2 | Alvarado         |
| Cadetes de San Martín | 1 - 2 | Bella Vista      |

| Villa del Parque | 2 - 3 | Cadetes de San Martín |
| Alvarado         | 2 - 2 | Deportivo Coreano     |
| Sporting         | 3 - 1 | Grupo Universitario   |
| Racing           | 1 - 3 | Bella Vista           |

#### Zona C
| Zona C | Zona C                            | Zona C | Zona C | Zona C | Zona C | Zona C | Zona C | Zona C | Zona C |
| Equipo | Equipo                            | Pts    | PJ     | PG     | PE     | PP     | GF     | GC     | DIF    |
| ------ | --------------------------------- | ------ | ------ | ------ | ------ | ------ | ------ | ------ | ------ |
| 1º     | Deportivo Maipú (Mendoza)         | 22     | 14     | 6      | 4      | 4      | 17     | 13     | +5     |
| 2º     | Trinidad (San Juan)               | 21     | 14     | 6      | 3      | 5      | 21     | 16     | +5     |
| 3º     | Estudiantes (Río Cuarto)          | 21     | 14     | 6      | 3      | 5      | 15     | 12     | +3     |
| 4º     | Sportivo 9 de Julio (Río Tercero) | 20     | 14     | 5      | 5      | 4      | 18     | 18     | 0      |
| 5º     | Guaymallén (Mendoza)              | 19     | 14     | 5      | 4      | 5      | 17     | 15     | +2     |
| 6º     | General Paz Juniors (Córdoba)     | 19     | 14     | 5      | 4      | 5      | 14     | 14     | 0      |
| 7°     | Centenario (Neuquén)              | 17     | 14     | 4      | 5      | 5      | 11     | 14     | -3     |
| 8º     | Juventud Alianza (San Juan)       | 13     | 14     | 3      | 4      | 7      | 10     | 21     | -11    |

|  | Clasificado a la siguiente fase del torneo. |

| Trinidad             | 4 - 1 | Juventud Alianza |
| Deportivo Guaymallén | 1 - 2 | Deportivo Maipú  |
| Estudiantes          | 1 - 0 | Centenario       |
| General Paz Juniors  | 1 - 0 | 9 de Julio       |

| 9 de Julio       | 1 - 0 | Trinidad             |
| Juventud Alianza | 0 - 0 | Estudiantes          |
| Centenario       | 1 - 0 | Deportivo Guaymallén |
| Deportivo Maipú  | 1 - 0 | General Paz Juniors  |

| Deportivo Guaymallén | 3 - 0 | Juventud Alianza    |
| Estudiantes          | 1 - 0 | 9 de Julio          |
| Trinidad             | 1 - 0 | General Paz Juniors |
| Centenario           | 1 - 2 | Deportivo Maipú     |

| General Paz Juniors | 0 - 0 | Estudiantes          |
| 9 de Julio          | 1 - 1 | Deportivo Guaymallén |
| Deportivo Maipú     | 0 - 2 | Trinidad             |
| Juventud Alianza    | 1 - 0 | Deportivo Maipú      |

| Juventud Alianza     | 0 - 0 | Deportivo Maipú     |
| Deportivo Guaymallén | 3 - 2 | General Paz Juniors |
| Estudiantes          | 3 - 0 | Trinidad            |
| Centenario           | 1 - 1 | 9 de Julio          |

| Trinidad            | 1 - 2 | Deportivo Guaymallén |
| 9 de Julio          | 3 - 0 | Juventud Alianza     |
| Deportivo Maipú     | 1 - 1 | Estudiantes          |
| General Paz Juniors | 0 - 0 | Centenario           |

| Juventud Alianza     | 0 - 1 | General Paz Juniors |
| Centenario           | 1 - 1 | Trinidad            |
| Deportivo Guaymallén | 1 - 0 | Estudiantes         |
| 9 de Julio           | 0 - 0 | Deportivo Maipú     |

| Juventud Alianza | 1 - 1 | Trinidad             |
| Deportivo Maipú  | 1 - 0 | Deportivo Guaymallén |
| Centenario       | 2 - 1 | Estudiantes          |
| 9 de Julio       | 4 - 3 | General Paz Juniors  |

| Trinidad             | 2 - 0 | 9 de Julio       |
| Estudiantes          | 2 - 1 | Juventud Alianza |
| General Paz Juniors  | 3 - 1 | Deportivo Maipú  |
| Deportivo Guaymallén | 0 - 0 | Centenario       |

| General Paz Juniors | 1 - 0 | Trinidad             |
| 9 de Julio          | 2 - 1 | Estudiantes          |
| Deportivo Maipú     | 1 - 2 | Centenario           |
| Juventud Alianza    | 1 - 0 | Deportivo Guaymallén |

| Trinidad             | 2 - 2 | Deportivo Maipú     |
| Deportivo Guaymallén | 2 - 2 | 9 de Julio          |
| Centenario           | 0 - 2 | Juventud Alianza    |
| Estudiantes          | 0 - 1 | General Paz Juniors |

| General Paz Juniors | 1 - 1 | Deportivo Guaymallén |
| 9 de Julio          | 1 - 1 | Centenario           |
| Deportivo Maipú     | 3 - 0 | Juventud Alianza     |
| Trinidad            | 3 - 2 | Estudiantes          |

| Deportivo Guaymallén | 2 - 1 | Trinidad            |
| Juventud Alianza     | 2 - 3 | 9 de Julio          |
| Centenario           | 2 - 0 | General Paz Juniors |
| Estudiantes          | 1 - 0 | Deportivo Maipú     |

| General Paz Juniors | 1 - 1 | Juventud Alianza     |
| Trinidad            | 3 - 0 | Centenario           |
| Estudiantes         | 2 - 1 | Deportivo Guaymallén |
| Deportivo Maipú     | 3 - 0 | 9 de Julio           |

#### Zona D
| Zona D | Zona D                                    | Zona D | Zona D | Zona D | Zona D | Zona D | Zona D | Zona D | Zona D |
| Equipo | Equipo                                    | Pts    | PJ     | PG     | PE     | PP     | GF     | GC     | DIF    |
| ------ | ----------------------------------------- | ------ | ------ | ------ | ------ | ------ | ------ | ------ | ------ |
| 1º     | El Linqueño (Lincoln)                     | 24     | 14     | 6      | 6      | 2      | 25     | 17     | +8     |
| 2º     | Libertad (Sunchales)                      | 22     | 14     | 5      | 7      | 2      | 18     | 12     | +6     |
| 3º     | La Emilia (San Nicolás)                   | 21     | 14     | 6      | 3      | 5      | 15     | 14     | +1     |
| 4º     | Gimnasia y Esgrima (Santa Fe)             | 20     | 14     | 5      | 5      | 4      | 16     | 13     | +3     |
| 5º     | Juventud Unida (Gualeguaychú)             | 18     | 14     | 4      | 6      | 4      | 19     | 20     | -1     |
| 6º     | Patronato (Paraná)                        | 18     | 14     | 5      | 3      | 6      | 15     | 20     | -5     |
| 7°     | Atlético Uruguay (Concepción del Uruguay) | 14     | 14     | 3      | 5      | 6      | 12     | 17     | -5     |
| 8º     | Sportivo A.C. (Las Parejas)               | 10     | 14     | 1      | 7      | 6      | 13     | 20     | -7     |

|  | Clasificado a la siguiente fase del torneo. |

| La Emilia     | 0 - 2 | Atlético Uruguay   |
| Patronato     | 2 - 1 | Gimnasia y Esgrima |
| Libertad      | 1 - 1 | El Linqueño        |
| Sportivo A.C. | 3 - 1 | Juventud Unida     |

| El Linqueño        | 4 - 0 | Patronato     |
| Gimnasia y Esgrima | 0 - 1 | La Emilia     |
| Juventud Unida     | 1 - 1 | Libertad      |
| Atlético Uruguay   | 1 - 0 | Sportivo A.C. |

| La Emilia          | 2 - 2 | El Linqueño      |
| Patronato          | 0 - 1 | Juventud Unida   |
| Gimnasia y Esgrima | 2 - 0 | Atlético Uruguay |
| Libertad           | 2 - 0 | Sportivo A.C.    |

| Juventud Unida   | 2 - 1 | La Emilia          |
| El Linqueño      | 2 - 0 | Gimnasia y Esgrima |
| Sportivo A.C.    | 2 - 2 | Patronato          |
| Atlético Uruguay | 1 - 1 | Libertad           |

| La Emilia          | 1 - 0 | Sportivo A.C.    |
| Gimnasia y Esgrima | 1 - 1 | Juventud Unida   |
| Patronato          | 2 - 1 | Libertad         |
| El Linqueño        | 2 - 0 | Atlético Uruguay |

| Libertad         | 3 - 2 | La Emilia          |
| Sportivo A.C.    | 3 - 3 | Gimnasia y Esgrima |
| Atlético Uruguay | 1 - 0 | Patronato          |
| Juventud Unida   | 4 - 2 | El Linqueño        |

| La Emilia          | 0 - 1 | Patronato        |
| El Linqueño        | 2 - 2 | Sportivo A.C.    |
| Gimnasia y Esgrima | 0 - 0 | Libertad         |
| Juventud Unida     | 0 - 0 | Atlético Uruguay |

| Atlético Uruguay   | 1 - 2 | La Emilia     |
| El Linqueño        | 2 - 2 | Libertad      |
| Juventud Unida     | 0 - 0 | Sportivo A.C. |
| Gimnasia y Esgrima | 1 - 0 | Patronato     |

| Sportivo A.C. | 2 - 2 | Atlético Uruguay   |
| La Emilia     | 0 - 1 | Gimnasia y Esgrima |
| Patronato     | 1 - 0 | El Linqueño        |
| Libertad      | 2 - 2 | Juventud Unida     |

| Sportivo A.C.    | 0 - 1 | Libertad           |
| Atlético Uruguay | 1 - 1 | Gimnasia y Esgrima |
| El Linqueño      | 1 - 1 | La Emilia          |
| Juventud Unida   | 3 - 3 | Patronato          |

| Gimnasia y Esgrima | 1 - 2 | El Linqueño      |
| Patronato          | 1 - 1 | Sportivo A.C.    |
| Libertad           | 1 - 0 | Atlético Uruguay |
| La Emilia          | 2 - 0 | Juventud Unida   |

| Juventud Unida   | 1 - 2 | Gimnasia y Esgrima |
| Libertad         | 3 - 0 | Patronato          |
| Sportivo A.C.    | 0 - 0 | La Emilia          |
| Atlético Uruguay | 2 - 2 | El Linqueño        |

| Gimnasia y Esgrima | 3 - 0 | Sportivo A.C.    |
| El Linqueño        | 2 - 1 | Juventud Unida   |
| Patronato          | 2 - 0 | Atlético Uruguay |
| La Emilia          | 1 - 0 | Libertad         |

| Patronato        | 1 - 2 | La Emilia          |
| Sportivo A.C.    | 0 - 1 | El Linqueño        |
| Libertad         | 0 - 0 | Gimnasia y Esgrima |
| Atlético Uruguay | 1 - 2 | Juventud Unida     |

#### Zona E
| Zona E | Zona E                                | Zona E | Zona E | Zona E | Zona E | Zona E | Zona E | Zona E | Zona E |
| Equipo | Equipo                                | Pts    | PJ     | PG     | PE     | PP     | GF     | GC     | DIF    |
| ------ | ------------------------------------- | ------ | ------ | ------ | ------ | ------ | ------ | ------ | ------ |
| 1º     | Central Córdoba (Santiago del Estero) | 27     | 14     | 8      | 3      | 3      | 21     | 11     | +10    |
| 2º     | 9 de Julio (Morteros)                 | 25     | 14     | 7      | 4      | 3      | 24     | 15     | +9     |
| 3º     | Atlético Policial (Catamarca)         | 25     | 14     | 7      | 4      | 3      | 18     | 14     | +4     |
| 4º     | Independiente (La Rioja)              | 21     | 14     | 6      | 3      | 5      | 19     | 17     | +2     |
| 5º     | Sportivo Belgrano (San Francisco)     | 20     | 14     | 5      | 5      | 4      | 12     | 12     | 0      |
| 6º     | Concepción F.C. (Concepción)          | 16     | 14     | 4      | 4      | 6      | 15     | 17     | -2     |
| 7°     | Gimnasia y Tiro (Salta)               | 11     | 14     | 3      | 2      | 9      | 22     | 30     | -8     |
| 8º     | Ñuñorco (Monteros)                    | 8      | 14     | 1      | 5      | 8      | 6      | 21     | -15    |

|  | Clasificado a la siguiente fase del torneo. |

| Concepción F.C.       | 0 - 0 | Ñuñorco            |
| 9 de Julio (M)        | 0 - 0 | Sportivo Belgrano  |
| Gimnasia y Tiro       | 2 - 3 | Independiente (LR) |
| Central Córdoba (SdE) | 2 - 0 | Atlético Policial  |

| Atlético Policial  | 1 - 0 | Concepción F.C.       |
| Independiente (LR) | 1 - 1 | 9 de Julio (M)        |
| Sporivo Belgrano   | 0 - 1 | Central Córdoba (SdE) |
| Ñuñorco            | 2 - 1 | Gimnasia y Tiro       |

| Gimnasia y Tiro    | 1 - 3 | Atlético Policial     |
| Concepción F.C.    | 0 - 1 | Central Córdoba (SdE) |
| 9 de Julio (M)     | 2 - 1 | Ñuñorco               |
| Independiente (LR) | 5 - 0 | Sportivo Belgrano     |

| Central Córdoba (SdE) | 2 - 1 | Gimnasia y Tiro    |
| Atlético Policial     | 1 - 4 | 9 de Julio (M)     |
| Sportivo Belgrano     | 2 - 0 | Concepción F.C.    |
| Ñuñorco               | 0 - 0 | Independiente (LR) |

| Gimnasia y Tiro    | 1 - 0 | Concepción F.C.       |
| Ñuñorco            | 0 - 0 | Sportivo Belgrano     |
| 9 de Julio (M)     | 1 - 0 | Central Córdoba (SdE) |
| Independiente (LR) | 2 - 1 | Atlético Policial     |

| Atlético Policial     | 0 - 0 | Ñuñorco            |
| Central Córdoba (SdE) | 2 - 1 | Independiente (LR) |
| Concepción F.C.       | 0 - 0 | 9 de Julio (M)     |
| Sportivo Belgrano     | 3 - 2 | Gimnasia y Tiro    |

| Atlético Poicial   | 0 - 0 | Sportivo Belgrano     |
| Ñuñorco            | 0 - 3 | Central Córdoba (SdE) |
| Independiente (LR) | 1 - 1 | Concepción F.C.       |
| 9 de Julio (M)     | 5 - 1 | Gimnasia y Tiro       |

| Atlético Policial  | 1 - 0 | Central Córdoba (SdE) |
| Ñuñorco            | 0 - 3 | Concepción F.C.       |
| Independiente (LR) | 2 - 1 | Gimnasia y Tiro       |
| Sportivo Belgrano  | 1 - 0 | 9 de Julio (M)        |

| Gimnasia y Tiro       | 2 - 0 | Ñuñorco            |
| Central Córdoba (SdE) | 0 - 0 | Sportivo Belgrano  |
| Concepción F.C.       | 1 - 1 | Atlético Policial  |
| 9 de Julio (M)        | 2 - 0 | Independiente (LR) |

| Central Córdoba (SdE) | 3 - 0 | Concepción F.C.    |
| Atlético Policial     | 3 - 2 | Gimnasia y Tiro    |
| Sportivo Belgrano     | 2 - 0 | Independiente (LR) |
| Ñuñorco               | 1 - 3 | 9 de Julio (M)     |

| Gimnasia y Tiro | 2 - 2 | Central Córdoba (SdE) |
| Independiente   | 1 - 0 | Ñuñorco               |
| Concepción F.C. | 1 - 0 | Sportivo Belgrano     |
| 9 de Julio (M)  | 1 - 3 | Atlético Policial     |

| Central Córdoba   | 2 - 2 | 9 de Julio (M)     |
| Concepción F.C.   | 4 - 3 | Gimnasia y Tiro    |
| Sportivo Belgrano | 3 - 0 | Ñuñorco            |
| Atlético Policial | 2 - 1 | Independiente (LR) |

| Gimnasia y Tiro    | 1 - 1 | Sportivo Belgrano     |
| Ñuñorco            | 0 - 0 | Atlético Policial     |
| Independiente (LR) | 1 - 0 | Central Córdoba (SdE) |
| 9 de Julio (M)     | 3 - 2 | Concepción F.C.       |

| Gimnasia y Tiro       | 2 - 0 | 9 de Julio (M)     |
| Sportivo Belgrano     | 0 - 2 | Atlético Policial  |
| Central Córdoba (SdE) | 3 - 2 | Ñuñorco            |
| Concepción F.C.       | 3 - 1 | Independiente (LR) |

#### Zona F
| Zona F | Zona F                           | Zona F | Zona F | Zona F | Zona F | Zona F | Zona F | Zona F | Zona F |
| Equipo | Equipo                           | Pts    | PJ     | PG     | PE     | PP     | GF     | GC     | DIF    |
| ------ | -------------------------------- | ------ | ------ | ------ | ------ | ------ | ------ | ------ | ------ |
| 1º     | Textil Mandiyú (Corrientes)      | 23     | 14     | 6      | 5      | 3      | 14     | 10     | +4     |
| 2º     | Chaco For Ever                   | 22     | 14     | 5      | 7      | 2      | 16     | 11     | +5     |
| 3º     | Crucero del Norte (Posadas)      | 22     | 14     | 5      | 7      | 2      | 15     | 10     | +5     |
| 4º     | Boca Unidos (Corrientes)         | 20     | 14     | 5      | 5      | 4      | 14     | 15     | -1     |
| 5º     | Sol de América (Formosa)         | 18     | 14     | 4      | 6      | 4      | 10     | 11     | -1     |
| 6º     | Atlético Candelaria (Posadas)    | 16     | 14     | 3      | 7      | 4      | 10     | 14     | -4     |
| 7°     | Guaraní Antonio Franco (Posadas) | 12     | 14     | 2      | 6      | 6      | 15     | 20     | -5     |
| 8º     | Sarmiento (Resistencia)          | 11     | 14     | 2      | 5      | 7      | 9      | 13     | -4     |

|  | Clasificado a la siguiente fase del torneo. |

| Sarmiento (R)     | 0 - 1 | Chaco For Ever         |
| Crucero del Norte | 1 - 1 | Atlético Candelaria    |
| Textil Mandiyú    | 1 - 0 | Boca Unidos            |
| Sol de América    | 1 - 1 | Guaraní Antonio Franco |

| Atlético Candelaria    | 0 - 2 | Sarmiento (R)     |
| Chaco For Ever         | 0 - 0 | Sol de América    |
| Guaraní Antonio Franco | 1 - 2 | Textil Mandiyú    |
| Boca Unidos            | 1 - 1 | Crucero del Norte |

| Atlético Candelaria | 1 - 0 | Chaco For Ever         |
| Sarmiento (R)       | 2 - 0 | Boca Unidos            |
| Textil Mandiyú      | 1 - 0 | Sol de América         |
| Crucero del Norte   | 2 - 0 | Guaraní Antonio Franco |

| Boca Unidos            | 0 - 0 | Atlético Candelaria |
| Guaraní Antonio Franco | 2 - 2 | Sarmiento (R)       |
| Chaco For Ever         | 1 - 0 | Textil Mandiyú      |
| Sol de América         | 1 - 0 | Crucero del Norte   |

| Crucero del Norte   | 1 - 1 | Textil Mandiyú         |
| Atlético Candelaria | 2 - 0 | Guaraní Antonio Franco |
| Boca Unidos         | 0 - 0 | Chaco For Ever         |
| Sarmiento (R)       | 1 - 1 | Sol de América         |

| Chaco For Ever         | 2 - 2 | Crucero del Norte   |
| Sol de América         | 1 - 0 | Atlético Candelaria |
| Guaraní Antonio Franco | 1 - 2 | Boca Unidos         |
| Textil Mandiyú         | 2 - 0 | Sarmiento (R)       |

| Sarmiento (R)          | 0 - 1 | Crucero del Norte |
| Boca Unidos            | 0 - 0 | Sol de América    |
| Atlético Candelaria    | 1 - 1 | Textil Mandiyú    |
| Guaraní Antonio Franco | 2 - 1 | Chaco For Ever    |

| Chaco For Ever         | 0 - 0 | Sarmiento (R)     |
| Atlético Candelaria    | 0 - 0 | Crucero del Norte |
| Boca Unidos            | 2 - 1 | Textil Mandiyú    |
| Guaraní Antonio Franco | 1 - 1 | Sol de América    |

| Crucero del Norte | 3 - 1 | Boca Unidos            |
| Textil Mandiyú    | 1 - 1 | Guaraní Antonio Franco |
| Sarmiento (R)     | 0 - 0 | Atlético Candelaria    |
| Sol de América    | 1 - 1 | Chaco For Ever         |

| Sol de América         | 1 - 0 | Textil Mandiyú      |
| Guaraní Antonio Franco | 1 - 1 | Crucero del Norte   |
| Boca Unidos            | 2 - 1 | Sarmiento (R)       |
| Chaco For Ever         | 3 - 0 | Atlético Candelaria |

| Sarmiento (R)       | 1 - 1 | Guaraní Antonio Franco |
| Atlético Candelaria | 1 - 1 | Boca Unidos            |
| Crucero del Norte   | 1 - 0 | Sol de América         |
| Textil Mandiyú      | 1 - 1 | Chaco For Ever         |

| Sol de América         | 1 - 0 | Sarmiento (R)       |
| Guaraní Antonio Franco | 3 - 0 | Atlético Candelaria |
| Chaco For Ever         | 2 - 1 | Boca Unidos         |
| Textil Mandiyú         | 1 - 0 | Crucero del Norte   |

| Crucero del Norte   | 1 - 1 | Chaco For Ever         |
| Atlético Candelaria | 2 - 0 | Sol de América         |
| Boca Unidos         | 1 - 0 | Guaraní Antonio Franco |
| Sarmiento (R)       | 0 - 1 | Textil Mandiyú         |

| Crucero del Norte | 1 - 0 | Sarmiento (R)          |
| Sol de América    | 2 - 3 | Boca Unidos            |
| Textil Mandiyú    | 1 - 1 | Atlético Candelaria    |
| Chaco For Ever    | 3 - 1 | Guaraní Antonio Franco |

### Segunda fase
Integrada por los dieciocho (18) equipos provenientes de la fase anterior. Se disputaron los encuentros a doble partido, donde en caso de empates en puntos se definió la serie con penales.
Los ganadores clasificaron a la Fase final.
| Local - Vuelta       | Global        | Local - Ida              | Ida   | Vuelta |
| -------------------- | ------------- | ------------------------ | ----- | ------ |
| Cipolletti           | 5 - 2         | Sporting (Punta Alta)    | 0 - 1 | 5 - 1  |
| Deportivo Madryn     | 3 - 5         | Cadetes de San Martín    | 0 - 1 | 3 - 4  |
| Alvarado             | (5) 1 - 1 (6) | Independiente            | 1 - 1 | 0 - 0  |
| Central Córdoba      | 6 - 3         | Chaco For Ever           | 2 - 2 | 4 - 1  |
| 9 de Julio           | 3 - 5         | Crucero del Norte        | 2 - 3 | 1 - 2  |
| Deportivo Maipú      | 3 - 2         | La Emilia (San Nicolás)  | 1 - 2 | 2 - 0  |
| Libertad (Sunchales) | 2 - 0         | Estudiantes (Río Cuarto) | 1 - 0 | 1 - 0  |
| El Linqueño          | 5 - 4         | Trinidad                 | 4 - 2 | 1 - 2  |
| Textil Mandiyú       | 3 - 1         | Atlético Policial        | 0 - 0 | 3 - 1  |

## Torneo Clausura

### Primera fase

#### Zona A
| Zona A | Zona A                           | Zona A | Zona A | Zona A | Zona A | Zona A | Zona A | Zona A | Zona A |
| Equipo | Equipo                           | Pts    | PJ     | PG     | PE     | PP     | GF     | GC     | DIF    |
| ------ | -------------------------------- | ------ | ------ | ------ | ------ | ------ | ------ | ------ | ------ |
| 1º     | Cipolletti (Río Negro)           | 33     | 14     | 10     | 3      | 1      | 33     | 13     | +20    |
| 2º     | Racing (Trelew)                  | 27     | 14     | 8      | 3      | 3      | 25     | 17     | +8     |
| 3º     | Independiente (Neuquén)          | 21     | 14     | 5      | 6      | 3      | 24     | 20     | +4     |
| 4º     | Deportivo Madryn (Puerto Madryn) | 18     | 14     | 5      | 3      | 6      | 20     | 26     | -6     |
| 5º     | Cruz del Sur (Ñirighuao)         | 17     | 14     | 4      | 5      | 5      | 17     | 17     | 0      |
| 6º     | Huracán (Comodoro Rivadavia)     | 13     | 14     | 3      | 4      | 7      | 19     | 23     | -4     |
| 7°     | Deportivo Roca (General Roca)    | 12     | 14     | 3      | 3      | 8      | 9      | 23     | -14    |
| 8º     | Alianza (Cutral-Có)              | 11     | 14     | 2      | 5      | 7      | 11     | 19     | -8     |

|  | Clasificado a la siguiente fase del torneo. |

| Deportivo Roca   | 1 - 3 | Cipolletti    |
| Huracán          | 0 - 1 | Cruz del Sur  |
| Alianza          | 0 - 0 | Racing        |
| Deportivo Madryn | 3 - 2 | Independiente |

| Independiente | 2 - 0 | Huracán          |
| Cruz del Sur  | 1 - 1 | Alianza          |
| Cipolletti    | 4 - 0 | Deportivo Madryn |
| Racing        | 5 - 0 | Deportivo Roca   |

| Huracán          | 3 - 1 | Alianza      |
| Deportivo Roca   | 1 - 0 | Cruz del Sur |
| Deportivo Madryn | 1 - 2 | Racing       |
| Independiente    | 2 - 2 | Cipolletti   |

| Cipolletti   | 3 - 2 | Huracán          |
| Alianza      | 0 - 0 | Deportivo Roca   |
| Cruz del Sur | 2 - 1 | Deportivo Madryn |
| Racing       | 2 - 1 | Independiente    |

| Deportivo Madryn | 1 - 0 | Alianza        |
| Independiente    | 2 - 1 | Cruz del Sur   |
| Huracán          | 0 - 1 | Deportivo Roca |
| Cipolletti       | 4 - 1 | Racing         |

| Alianza        | 2 - 2 | Independiente    |
| Deportivo Roca | 1 - 2 | Deportivo Madryn |
| Racing         | 3 - 2 | Huracán          |
| Cruz del Sur   | 1 - 2 | Cipolletti       |

| Huracán       | 2 - 2 | Deportivo Madryn |
| Independiente | 2 - 1 | Deportivo Roca   |
| Racing        | 1 - 3 | Cruz del Sur     |
| Cipolletti    | 1 - 0 | Alianza          |

| Independiente | 2 - 1 | Deportivo Madryn |
| Cipolletti    | 2 - 0 | Deportivo Roca   |
| Cruz del Sur  | 2 - 2 | Huracán          |
| Racing        | 1 - 0 | Alianza          |

| Huracán          | 2 - 2 | Independiente |
| Deportivo Madryn | 1 - 2 | Cipolletti    |
| Deportivo Roca   | 0 - 0 | Racing        |
| Alianza          | 1 - 1 | Cruz del Sur  |

| Cruz del Sur | 3 - 1 | Deportivo Roca   |
| Cipolletti   | 1 - 1 | Independiente    |
| Alianza      | 1 - 0 | Huracán          |
| Racing       | 5 - 2 | Deportivo Madryn |

| Deportivo Madryn | 1 - 1 | Cruz del Sur |
| Independiente    | 1 - 1 | Racing       |
| Deportivo Roca   | 0 - 3 | Alianza      |
| Huracán          | 1 - 1 | Cipolletti   |

| Racing         | 3 - 2 | Cipolletti       |
| Alianza        | 1 - 2 | Deportivo Madryn |
| Deportivo Roca | 1 - 2 | Huracán          |
| Cruz del Sur   | 1 - 1 | Independiente    |

| Deportivo Madryn | 0 - 0 | Deportivo Roca |
| Independiente    | 3 - 1 | Alianza        |
| Huracán          | 1 - 0 | Racing         |
| Cipolletti       | 2 - 0 | Cruz del Sur   |

| Deportivo Madryn | 3 - 2 | Huracán       |
| Deportivo Roca   | 2 - 1 | Independiente |
| Alianza          | 0 - 4 | Cipolletti    |
| Cruz del Sur     | 0 - 1 | Racing        |

#### Zona B
| Zona B | Zona B                                | Zona B | Zona B | Zona B | Zona B | Zona B | Zona B | Zona B | Zona B |
| Equipo | Equipo                                | Pts    | PJ     | PG     | PE     | PP     | GF     | GC     | DIF    |
| ------ | ------------------------------------- | ------ | ------ | ------ | ------ | ------ | ------ | ------ | ------ |
| 1º     | Racing (Olavarría)                    | 33     | 14     | 10     | 3      | 1      | 30     | 17     | +13    |
| 2º     | Bella Vista (Bahía Blanca)            | 23     | 14     | 7      | 2      | 5      | 24     | 19     | +5     |
| 3º     | Alvarado (Mar del Plata)              | 23     | 14     | 6      | 5      | 3      | 21     | 18     | +3     |
| 4º     | Villa del Parque (Necochea)           | 21     | 14     | 6      | 3      | 5      | 28     | 23     | +4     |
| 5º     | Grupo Universitario (Tandil)          | 18     | 14     | 5      | 3      | 6      | 25     | 21     | +4     |
| 6º     | Sporting (Punta Alta)                 | 14     | 14     | 3      | 5      | 6      | 15     | 24     | -9     |
| 7°     | Cadetes de San Martín (Mar del Plata) | 12     | 14     | 2      | 6      | 6      | 23     | 28     | -5     |
| 8º     | Deportivo Coreano (Lobos)             | 8      | 14     | 1      | 2      | 11     | 17     | 33     | -16    |

|  | Clasificado a la siguiente fase del torneo. |

| Deportivo Coreano     | 1 - 3 | Sporting            |
| Bella Vista           | 2 - 2 | Villa del Paruque   |
| Racing                | 2 - 1 | Grupo Universitario |
| Cadetes de San Martín | 1 - 1 | Alvarado            |

| Alvarado            | 2 - 1 | Bella Vista           |
| Sporting            | 2 - 1 | Cadetes de San Martín |
| Grupo Universitario | 1 - 1 | Deportivo Coreano     |
| Villa del Parque    | 2 - 3 | Racing                |

| Racing                | 1 - 1 | Deportivo Coreano   |
| Bella Vista           | 3 - 0 | Sporting            |
| Villa del Parque      | 0 - 1 | Alvarado            |
| Cadetes de San Martín | 3 - 2 | Grupo Universitario |

| Deportivo Coreano   | 2 - 2 | Cadetes de San Martín |
| Grupo Universitario | 2 - 0 | Bella Vista           |
| Sporting            | 1 - 1 | Villa del Parque      |
| Alvarado            | 3 - 3 | Racing                |

| Bella Vista      | 4 - 1 | Deportivo Coreano     |
| Alvarado         | 1 - 0 | Sporting              |
| Villa del Parque | 4 - 2 | Grupo Universitario   |
| Racing           | 2 - 2 | Cadetes de San Martín |

| Grupo Universitario   | 0 - 1 | Alvarado         |
| Cadetes de San Martín | 1 - 2 | Bella Vista      |
| Sporting              | 1 - 2 | Racing           |
| Deportivo Coreano     | 2 - 1 | Villa del Parque |

| Sporting         | 0 - 3 | Grupo Universitario   |
| Villa del Parque | 5 - 2 | Cadetes de San Martín |
| Alvarado         | 2 - 2 | Deportivo Coreano     |
| Racing           | 3 - 1 | Bella Vista           |

| Alvarado           | 1 - 1 | Cadetes de San Martín |
| Villa del Parque   | 1 - 1 | Bella Vista           |
| Sporting           | 1 - 1 | Deportivo Coreano     |
| Grupo Univesitario | 0 - 2 | Racing                |

| Cadetes de San Martín | 1 - 1 | Sporting            |
| Deportivo Coreano     | 1 - 3 | Grupo Universitario |
| Racing                | 2 - 1 | Villa del Parque    |
| Bella Vista           | 2 - 1 | Alvarado            |

| Sporting            | 2 - 0 | Bella Vista           |
| Deportivo Coreano   | 1 - 2 | Racing                |
| Alvarado            | 2 - 3 | Villa del Parque      |
| Grupo Universitario | 3 - 3 | Cadetes de San Martín |

| Bella Vista           | 2 - 4 | Grupo Universitario |
| Cadetes de San Martín | 5 - 2 | Deportivo Coreano   |
| Villa del Parque      | 3 - 1 | Sporting            |
| Racing                | 1 - 0 | Alvarado            |

| Deportivo Coreano     | 0 - 2 | Bella Vista      |
| Grupo Universitario   | 3 - 0 | Villa del Parque |
| Cadetes de San Martín | 1 - 3 | Racing           |
| Sporting              | 2 - 2 | Alvarado         |

| Bella Vista      | 1 - 0 | Cadetes de San Martín |
| Racing           | 4 - 1 | Sporting              |
| Villa del Parque | 4 - 1 | Deportivo Coreano     |
| Alvarado         | 2 - 1 | Grupo Universitario   |

| Cadetes de San Martín | 0 - 1 | Villa del Parque |
| Deportivo Coreano     | 1 - 2 | Alvarado         |
| Grupo Universitario   | 0 - 0 | Sporting         |
| Bella Vista           | 2 - 0 | Racing           |

#### Zona C
| Zona C | Zona C                            | Zona C | Zona C | Zona C | Zona C | Zona C | Zona C | Zona C | Zona C |
| Equipo | Equipo                            | Pts    | PJ     | PG     | PE     | PP     | GF     | GC     | DIF    |
| ------ | --------------------------------- | ------ | ------ | ------ | ------ | ------ | ------ | ------ | ------ |
| 1º     | Deportivo Maipú (Mendoza)         | 30     | 14     | 9      | 3      | 2      | 20     | 11     | +9     |
| 2º     | Sportivo 9 de Julio (Río Tercero) | 23     | 14     | 6      | 5      | 3      | 17     | 9      | +8     |
| 3º     | Estudiantes (Río Cuarto)          | 21     | 14     | 6      | 3      | 5      | 15     | 17     | -2     |
| 4º     | Guaymallén (Mendoza)              | 19     | 14     | 4      | 7      | 3      | 15     | 12     | +3     |
| 5º     | General Paz Juniors (Córdoba)     | 18     | 14     | 4      | 6      | 4      | 18     | 15     | +3     |
| 6º     | Juventud Alianza (San Juan)       | 18     | 14     | 3      | 9      | 2      | 15     | 16     | -1     |
| 7°     | Trinidad (San Juan)               | 12     | 14     | 3      | 3      | 8      | 15     | 20     | -5     |
| 8º     | Centenario (Neuquén)              | 7      | 14     | 1      | 4      | 9      | 9      | 24     | -15    |

|  | Clasificado a la siguiente fase del torneo. |

| Centenario       | 0 - 1 | Estudiantes          |
| 9 de Julio       | 1 - 1 | General Paz Juniors  |
| Juventud Alianza | 0 - 0 | Trinidad             |
| Deportivo Maipú  | 0 - 0 | Deportivo Guaymallén |

| Trinidad             | 0 - 2 | 9 de Julio       |
| Estudiantes          | 1 - 1 | Juventud Alianza |
| Deportivo Guaymallén | 2 - 1 | Centenario       |
| General Paz Juniors  | 1 - 1 | Deportivo Maipú  |

| Juventud Alianza    | 0 - 0 | Deportivo Guaymallén |
| 9 de Julio          | 0 - 0 | Estudiantes          |
| General Paz Juniors | 2 - 0 | Trinidad             |
| Deportivo Maipú     | 1 - 0 | Centenario           |

| Estudiantes          | 1 - 0 | General Paz Juniors |
| Deportivo Guaymallén | 0 - 0 | 9 de Julio          |
| Trinidad             | 1 - 2 | Deportivo Maipú     |
| Centenario           | 0 - 0 | Juventud Alianza    |

| Trinidad            | 1 - 2 | Estudiantes          |
| Deportivo Maipú     | 2 - 1 | Juventud Alianza     |
| General Paz Juniors | 1 - 0 | Deportivo Guaymallén |
| 9 de Julio          | 1 - 1 | Centenario           |

| Deportivo Guaymallén | 2 - 0 | Trinidad            |
| Centenario           | 1 - 0 | General Paz Juniors |
| Juventud Alianza     | 1 - 0 | 9 de Julio          |
| Estudiantes          | 2 - 1 | Deportivo Maipú     |

| Trinidad            | 4 - 0 | Centenario           |
| General Paz Juniors | 2 - 2 | Juventud Alianza     |
| Estudiantes         | 0 - 2 | Deportivo Guaymallén |
| Deportivo Maipú     | 2 - 0 | 9 de Julio           |

| Deportivo Guaymallén | 1 - 2 | Deportivo Maipú  |
| General Paz Juniors  | 2 - 0 | 9 de Julio       |
| Trinidad             | 1 - 1 | Juvetnud Alianza |
| Estudiantes          | 2 - 0 | Centenario       |

| Deportivo Maipú  | 3 - 0 | General Paz Juniors  |
| 9 de Julio       | 3 - 0 | Trinidad             |
| Juventud Alianza | 2 - 1 | Estudiantes          |
| Centenario       | 1 - 1 | Deportivo Guaymallén |

| Trinida              | 2 - 1 | General Paz Juniors |
| Estudiantes          | 1 - 3 | 9 de Julio          |
| Centenario           | 1 - 2 | Deportivo Maipú     |
| Deportivo Guaymallén | 2 - 2 | Juventud Alianza    |

| Deportivo Maipú     | 1 - 0 | Trinidad             |
| 9 de Julio          | 0 - 0 | Deportivo Guaymallén |
| Juventud Alianza    | 2 - 1 | Centenario           |
| General Paz Juniors | 1 - 1 | Estudiantes          |

| Juventud Alianza     | 1 - 1 | Deportivo Maipú     |
| Centenario           | 1 - 2 | 9 de Julio          |
| Deportivo Guaymallén | 1 - 1 | General Paz Juniors |
| Estudiantes          | 2 - 0 | Trinidad            |

| Deportivo Maipú     | 2 - 1 | Estudiantes          |
| Trinidad            | 4 - 0 | Deportivo Guaymallén |
| 9 de Julio          | 3 - 0 | Juventud Alianza     |
| General Paz Juniors | 4 - 0 | Centenario           |

| Juventud Alianza     | 2 - 2 | General Paz Juniors |
| Centenario           | 2 - 2 | Trinidad            |
| Deportivo Guaymallén | 4 - 0 | Estudiantes         |
| 9 de Julio           | 2 - 0 | Deportivo Maipú     |

#### Zona D
| Zona D | Zona D                                    | Zona D | Zona D | Zona D | Zona D | Zona D | Zona D | Zona D | Zona D |
| Equipo | Equipo                                    | Pts    | PJ     | PG     | PE     | PP     | GF     | GC     | DIF    |
| ------ | ----------------------------------------- | ------ | ------ | ------ | ------ | ------ | ------ | ------ | ------ |
| 1º     | Sportivo A.C. (Las Parejas)1              | 24     | 14     | 7      | 3      | 4      | 33     | 25     | +8     |
| 2º     | Libertad (Sunchales)                      | 24     | 14     | 7      | 3      | 4      | 19     | 13     | +6     |
| 3º     | Juventud Unida (Gualeguaychú)             | 23     | 14     | 7      | 2      | 5      | 23     | 24     | -1     |
| 4º     | La Emilia (San Nicolás)                   | 21     | 14     | 5      | 6      | 3      | 24     | 16     | +8     |
| 5º     | El Linqueño (Lincoln)                     | 17     | 14     | 5      | 2      | 7      | 18     | 19     | -1     |
| 6º     | Patronato (Paraná)                        | 17     | 14     | 5      | 2      | 7      | 18     | 22     | -4     |
| 7°     | Gimnasia y Esgriman (Santa Fe)            | 16     | 14     | 5      | 1      | 8      | 17     | 31     | -14    |
| 8º     | Atlético Uruguay (Concepción del Uruguay) | 14     | 14     | 3      | 4      | 6      | 19     | 21     | -3     |

|  | Clasificado a la siguiente fase del torneo. |

1: No pudo disputar la fase eliminatoria ya que debió jugar la ronda de clasificación a la promoción.

| Atlético Uruguay   | 2 - 2 | La Emilia     |
| Gimnasia y Esgrima | 2 - 1 | Patronato     |
| El Linqueño        | 0 - 1 | Libertad      |
| Juventud Unida     | 4 - 2 | Sportivo A.C. |

| Libertad      | 2 - 0 | Juventud Unida     |
| La Emilia     | 3 - 0 | Gimnasia y Esgrima |
| Patronato     | 0 - 2 | El Linqueño        |
| Sportivo A.C. | 3 - 1 | Atlético Uruguay   |

| Juventud Unida   | 2 - 1 | Patronato          |
| Atlético Uruguay | 3 - 4 | Gimnasia y Esgrima |
| Sportivo A.C.    | 2 - 1 | Libertad           |
| El Linqueño      | 4 - 1 | La Emilia          |

| Gimnasia y Esgrima | 0 - 1 | El Linqueño      |
| La Emilia          | 1 - 1 | Juventud Unida   |
| Patronato          | 2 - 5 | Sportivo A.C.    |
| Libertad           | 1 - 0 | Atlético Uruguay |

| Sportivo A.C.    | 1 - 4 | La Emilia          |
| Juventud Unida   | 2 - 1 | Gimnasia y Esgrima |
| Libertad         | 2 - 3 | Patronato          |
| Atlético Uruguay | 2 - 2 | El Linqueño        |

| Gimnasia y Esgrima | 2 - 6 | Sportivo A.C.    |
| El Linqueño        | 2 - 0 | Juventud Unida   |
| La Emilia          | 1 - 1 | Libertad         |
| Patronato          | 1 - 0 | Atlético Uruguay |

| Libertad         | 4 - 1 | Gimnasia y Esgrima |
| Patronato        | 0 - 1 | La Emilia          |
| Sportivo A.C.    | 1 - 0 | El Linqueño        |
| Atlético Uruguay | 4 - 2 | Juventud Unida     |

| Sportivo A.C. | 2 - 3 | Juventud Unida     |
| La Emilia     | 0 - 0 | Atlético Uruguay   |
| Libertad      | 2 - 0 | El Linqueño        |
| Patronato     | 2 - 0 | Gimnasia y Esgrima |

| Atlético Uruguay   | 1 - 1 | Sportivo A.C. |
| Gimnasia y Esgrima | 0 - 3 | La Emilia     |
| El Linqueño        | 0 - 2 | Patronato     |
| Juventud Unida     | 0 - 0 | Libertad      |

| Libertad           | 3 - 2 | Sportivo A.C.    |
| Patronato          | 3 - 0 | Juventud Unida   |
| La Emilia          | 2 - 2 | El Linqueño      |
| Gimnasia y Esgrima | 0 - 0 | Atlético Uruguay |

| El Linqueño      | 0 - 1 | Gimnasia y Esgrima |
| Sportivo A.C.    | 0 - 0 | Patronato          |
| Atlético Uruguay | 2 - 0 | Libertad           |
| Juventud Unida   | 2 - 1 | La Emilia          |

| El Linqueño        | 2 - 1 | Atlético Uruguay |
| La Emilia          | 1 - 1 | Sportivo A.C.    |
| Gimnasia y Esgrima | 4 - 3 | Juventund Unida  |
| Patronato          | 1 - 1 | Libertad         |

| Libertad         | 1 - 0 | La Emilia          |
| Sportivo A.C.    | 3 - 1 | Gimnasia y Esgrima |
| Juventud Unida   | 2 - 1 | El Linqueño        |
| Atlético Uruguay | 3 - 1 | Patronato          |

| La Emilia          | 4 - 1 | Patronato        |
| El Linqueño        | 2 - 4 | Sportivo A.C.    |
| Gimnasia y Esgrima | 1 - 0 | Libertad         |
| Juventud Unida     | 2 - 0 | Atlético Uruguay |

#### Zona E
| Zona E | Zona E                                | Zona E | Zona E | Zona E | Zona E | Zona E | Zona E | Zona E | Zona E |
| Equipo | Equipo                                | Pts    | PJ     | PG     | PE     | PP     | GF     | GC     | DIF    |
| ------ | ------------------------------------- | ------ | ------ | ------ | ------ | ------ | ------ | ------ | ------ |
| 1º     | Sportivo Belgrano (San Francisco)     | 25     | 14     | 7      | 4      | 3      | 28     | 13     | +15    |
| 2º     | Central Córdoba (Santiago del Estero) | 23     | 14     | 7      | 2      | 5      | 19     | 19     | 0      |
| 3º     | 9 de Julio (Morteros)                 | 22     | 14     | 6      | 4      | 4      | 23     | 14     | +9     |
| 4º     | Concepción F.C. (Concepción)          | 22     | 14     | 5      | 7      | 2      | 17     | 17     | 0      |
| 5º     | Ñuñorco (Monteros)                    | 20     | 14     | 6      | 2      | 6      | 20     | 22     | -2     |
| 6º     | Independiente (La Rioja)              | 14     | 14     | 3      | 5      | 6      | 16     | 20     | -4     |
| 7°     | Atlético Policial (Catamarca)         | 14     | 14     | 3      | 5      | 6      | 19     | 28     | -9     |
| 8º     | Gimnasia y Tiro (Salta)               | 12     | 14     | 3      | 3      | 8      | 16     | 25     | -9     |

|  | Clasificado a la siguiente fase del torneo. |

| Ñuñorco           | 1 - 1 | Concepción F.C.       |
| Sportivo Belgrano | 2 - 1 | 9 de Julio            |
| Independiente     | 1 - 0 | Gimnasia y Tiro       |
| Atlético Policial | 2 - 0 | Central Córdoba (SdE) |

| Gimnasia y Tiro | 2 - 3 | Ñuñorco           |
| Concepción F.C. | 3 - 2 | Atlético Policial |
| 9 de Julio      | 3 - 1 | Independiente     |
| Central Córdoba | 1 - 0 | Sportivo Belgrano |

| Atlético Policial     | 1 - 1 | Gimnasia y Tiro |
| Central Córdoba (SdE) | 1 - 1 | Concepción F.C. |
| Ñuñorco               | 1 - 0 | 9 de Julio      |
| Sportivo Belgrano     | 5 - 2 | Independiente   |

| Gimnasia y Tiro | 1 - 2 | Central Córdoba (SdE) |
| 9 de Julio      | 1 - 1 | Atlético Policial     |
| Concepción F.C. | 0 - 0 | Sportivo Belgrano     |
| Independiente   | 2 - 1 | Ñuñorco               |

| Concepción F.C.       | 1 - 1 | Gimnasia y Tiro |
| Sportivo Belgrano     | 4 - 0 | Ñuñorco         |
| Central Córdoba (SdE) | 0 - 2 | 9 de Julio      |
| Atlético Policial     | 1 - 1 | Independiente   |

| 9 de Julio      | 6 - 1 | Concepción F.C.       |
| Ñuñorco         | 2 - 0 | Atlético Policial     |
| Gimnasia y Tiro | 2 - 1 | Sportivo Belgrano     |
| Independiente   | 0 - 0 | Central Córdoba (SdE) |

| Gimnasia y Tiro       | 1 - 1 | 9 de Julio        |
| Concepción F.C.       | 1 - 1 | Independiente     |
| Sportivo Belgrano     | 3 - 0 | Atlético Policial |
| Central Córdoba (SdE) | 4 - 1 | Ñuñorco           |

| Central Córdoba (SdE) | 4 - 1 | Atlético Policial |
| Concepción F.C.       | 2 - 1 | Ñuñorco           |
| Gimnasia y Tiro       | 2 - 1 | Independiente     |
| 9 de Julio            | 0 - 0 | Sportivo Belgrano |

| Ñuñorco           | 1 - 0 | Gimnasia y Tiro       |
| Sportivo Belgrano | 3 - 0 | Central Córdoba (SdE) |
| Atlético Policial | 3 - 1 | Concepción F.C.       |
| Independiente     | 1 - 1 | 9 de Julio            |

| Independiente   | 1 - 2 | Sportivo Belgrano     |
| Gimnasia y Tiro | 3 - 0 | Atlético Policial     |
| 9 de Julio      | 2 - 1 | Ñuñorco               |
| Concepción F.C. | 1 - 0 | Central Córdoba (SdE) |

| Ñuñorco           | 1 - 0 | Independiente   |
| Central Córdoba   | 3 - 2 | Gimnasia y Tiro |
| Sportivo Belgrano | 1 - 1 | Concepción F.C. |
| Atlético Policial | 3 - 1 | 9 de Julio      |

| Ñuñorco         | 3 - 0 | Sportivo Belgrano     |
| 9 de Julio      | 3 - 0 | Central Córdoba (SdE) |
| Gimnasia y Tiro | 0 - 2 | Concepción F.C.       |
| Independiente   | 4 - 1 | Atlético Policial     |

| Sportivo Belgrano | 6 - 1 | Gimnasia y Tiro |
| Concepción F.C.   | 2 - 0 | 9 de Julio      |
| Atlético Policial | 3 - 3 | Ñuñorco         |
| Central Córdoba   | 2 - 1 | Independiente   |

| 9 de Julio        | 2 - 0 | Gimnasia y Tiro       |
| Atlético Policial | 1 - 1 | Sportivo Belgrano     |
| Ñuñorco           | 1 - 2 | Central Córdoba (SdE) |
| Independiente     | 0 - 0 | Concepción F.C.       |

#### Zona F
| Zona F | Zona F                           | Zona F | Zona F | Zona F | Zona F | Zona F | Zona F | Zona F | Zona F |
| Equipo | Equipo                           | Pts    | PJ     | PG     | PE     | PP     | GF     | GC     | DIF    |
| ------ | -------------------------------- | ------ | ------ | ------ | ------ | ------ | ------ | ------ | ------ |
| 1º     | Boca Unidos (Corrientes)         | 26     | 14     | 7      | 5      | 2      | 28     | 14     | +14    |
| 2º     | Crucero del Norte (Posadas)      | 23     | 14     | 6      | 5      | 3      | 30     | 22     | +8     |
| 3º     | Guaraní Antonio Franco (Posadas) | 21     | 14     | 6      | 3      | 5      | 25     | 24     | +1     |
| 4º     | Sol de América (Formosa)         | 21     | 14     | 6      | 3      | 5      | 19     | 19     | 0      |
| 5º     | Chaco For Ever                   | 18     | 14     | 4      | 6      | 4      | 19     | 19     | 0      |
| 6º     | Sarmiento (Resistencia)          | 18     | 14     | 4      | 6      | 4      | 14     | 17     | -3     |
| 7°     | Textil Mandiyú (Corrientes)      | 16     | 14     | 4      | 4      | 6      | 16     | 22     | -6     |
| 8º     | Atlético Candelaria (Posadas)    | 7      | 14     | 1      | 4      | 9      | 17     | 31     | -14    |

|  | Clasificado a la siguiente fase del torneo. |

| Chaco For Ever         | 1 - 1 | Sarmiento (R)     |
| Atlético Candelaria    | 2 - 5 | Crucero del Norte |
| Boca Unidos            | 0 - 1 | Textil Mandiyú    |
| Guaraní Antonio Franco | 4 - 1 | Sol de América    |

| Sarmiento (R)     | 0 - 0 | Atlético Candelaria    |
| Sol de América    | 1 - 0 | Chaco For Ever         |
| Textil Mandiyú    | 2 - 2 | Guaraní Antonio Franco |
| Crucero del Norte | 1 - 0 | Boca Unidos            |

| Boca Unidos            | 3 - 1 | Sarmiento (R)       |
| Chaco For Ever         | 1 - 1 | Atlético Candelaria |
| Sol de América         | 2 - 0 | Textil Mandiyú      |
| Guaraní Antonio Franco | 1 - 0 | Crucero del Norte   |

| Textil Mandiyú      | 2 - 3 | Chaco For Ever         |
| Sarmiento (R)       | 2 - 1 | Guaraní Antonio Franco |
| Atlético Candelaria | 1 - 3 | Boca Unidos            |
| Crucero del Norte   | 2 - 2 | Sol de América         |

| Sol de América         | 0 - 1 | Sarmiento (R)       |
| Textil Mandiyú         | 2 - 1 | Crucero del Norte   |
| Guaraní Antonio Franco | 2 - 0 | Atlético Candelaria |
| Chaco For Ever         | 1 - 1 | Boca Unidos         |

| Crucero del Norte   | 5 - 3 | Chaco For Ever         |
| Atlético Candelaria | 1 - 2 | Sol de América         |
| Boca Unidos         | 6 - 2 | Guaraní Antonio Franco |
| Sarmiento (R)       | 1 - 0 | Textil Mandiyú         |

| Textil Mandiyú    | 1 - 1 | Atlético Candelaria    |
| Sol de América    | 1 - 1 | Boca Unidos            |
| Crucero del Norte | 0 - 0 | Sarmiento (R)          |
| Chaco For Ever    | 2 - 1 | Guaraní Antonio Franco |

| Sarmiento (R)     | 1 - 1 | Chaco For Ever         |
| Crucero del Norte | 3 - 2 | Atlético Candelaria    |
| Textil Mandiyú    | 0 - 5 | Boca Unidos            |
| Sol de América    | 3 - 1 | Guaraní Antonio Franco |

| Guaraní Antonio Franco | 2 - 2 | Textil Mandiyú    |
| Boca Unidos            | 3 - 3 | Crucero del Norte |
| Atlético Candelaria    | 1 - 4 | Sarmiento (R)     |
| Chaco For Ever         | 1 - 0 | Sol de América    |

| Textil Mandiyú      | 3 - 1 | Sol de América         |
| Sarmiento (R)       | 0 - 0 | Boca Unidos            |
| Crucero del Norte   | 2 - 2 | Guaraní Antonio Franco |
| Atlético Candelaria | 1 - 3 | Chaco For Ever         |

| Guaraní Antonio Franco | 3 - 1 | Sarmiento (R)       |
| Boca Unidos            | 2 - 2 | Atlético Candelaria |
| Sol de América         | 2 - 1 | Crucero del Norte   |
| Chaco For Ever         | 0 - 0 | Textil Mandiyú      |

| Sarmiento (R)       | 0 - 0 | Sol de América         |
| Atlético Candelaria | 0 - 1 | Guaraní Antonio Franco |
| Boca Unidos         | 1 - 0 | Chaco For Ever         |
| Crucero del Norte   | 1 - 0 | Textil Mandiyú         |

| Chaco For Ever         | 1 - 1 | Crucero del Norte   |
| Sol de América         | 3 - 2 | Atlético Candelaria |
| Guaraní Antonio Franco | 0 - 1 | Boca Unidos         |
| Textil Mandiyú         | 2 - 0 | Sarmiento (R)       |

| Sarmiento (R)          | 2 - 5 | Crucero del Norte |
| Boca Unidos            | 2 - 1 | Sol de América    |
| Atlético Candelaria    | 3 - 1 | Textil Mandiyú    |
| Guaraní Antonio Franco | 3 - 2 | Chaco For Ever    |

### Segunda fase
Integrada por los dieciocho (18) equipos provenientes de la fase anterior. Se disputaron los encuentros a doble partido, donde en caso de empates en puntos se definió la serie con penales. Los ganadores clasificaron a la Fase final.
| Local - Vuelta               | Global        | Local - Ida                   | Ida   | Vuelta |
| ---------------------------- | ------------- | ----------------------------- | ----- | ------ |
| Cipolletti                   | (3) 3 - 3 (1) | Alvarado                      | 0 - 0 | 3 - 3  |
| Racing (Trelew)              | (4) 3 - 3 (5) | Bella Vista (Bahía Blanca)    | 1 - 1 | 2 - 2  |
| Racing (Olavarría)           | (4) 1 - 1 (3) | Independiente (Neuquén)       | 0 - 0 | 1 - 1  |
| Sportivo Belgrano            | (7) 4 - 4 (8) | Guaraní Antonio Franco        | 1 - 3 | 3 - 1  |
| Deportivo Maipú              | 5 - 1         | La Emilia                     | 1 - 1 | 4 - 0  |
| 9 de Julio (Río Tercero)     | 3 - 7         | Juventud Unida (Gualeguaychú) | 2 - 5 | 1 - 2  |
| Libertad (Sunchales)         | (3) 1 - 1 (2) | Estudiantes (Río Cuarto)      | 1 - 1 | 0 - 0  |
| Boca Unidos (Corrientes)     | 5 - 4         | 9 de Julio (Morteros)         | 2 - 2 | 3 - 2  |
| Crucero del Norte (Misiones) | 3 - 4         | Central Córdoba (SdE)         | 0 - 2 | 3 - 2  |

## Tablas generales
| Zona A | Zona A                       | Zona A | Zona A | Zona A | Zona A | Zona A | Zona A | Zona A | Zona A |
| Equipo | Equipo                       | Pts    | PJ     | PG     | PE     | PP     | GF     | GC     | DIF    |
| ------ | ---------------------------- | ------ | ------ | ------ | ------ | ------ | ------ | ------ | ------ |
| 1º     | Cipolletti (Río Negro)       | 60     | 28     | 17     | 9      | 2      | 59     | 25     | +34    |
| 2º     | Independiente (Neuquén)      | 43     | 28     | 11     | 10     | 7      | 48     | 37     | +11    |
| 3º     | Racing (Trelew)              | 42     | 28     | 12     | 6      | 10     | 43     | 45     | -2     |
| 4º     | Deportivo Madryn             | 40     | 28     | 10     | 10     | 8      | 43     | 43     | 0      |
| 5º     | Cruz del Sur (Bariloche)     | 34     | 28     | 8      | 10     | 10     | 36     | 36     | 0      |
| 6º     | Deportivo Roca (Río Negro)   | 30     | 28     | 8      | 6      | 14     | 26     | 43     | -17    |
| 7°     | Huracán (Comodoro Rivadavia) | 29     | 28     | 7      | 8      | 13     | 36     | 43     | -7     |
| 8º     | Alianza (Cutral-Có)          | 23     | 28     | 4      | 11     | 13     | 28     | 47     | -19    |

| Zona B | Zona B                                | Zona B | Zona B | Zona B | Zona B | Zona B | Zona B | Zona B | Zona B |
| Equipo | Equipo                                | Pts    | PJ     | PG     | PE     | PP     | GF     | GC     | DIF    |
| ------ | ------------------------------------- | ------ | ------ | ------ | ------ | ------ | ------ | ------ | ------ |
| 1º     | Alvarado (Mar del Plata)              | 45     | 28     | 11     | 12     | 5      | 40     | 31     | +9     |
| 2º     | Racing (Olavarría)                    | 45     | 28     | 12     | 9      | 7      | 43     | 35     | +8     |
| 3º     | Bella Vista (Bahía Blanca)            | 42     | 28     | 11     | 9      | 8      | 45     | 36     | +9     |
| 4º     | Villa del Parque (Necochea)           | 39     | 28     | 10     | 9      | 9      | 44     | 43     | +1     |
| 5º     | Grupo Universitario (Tandíl)          | 37     | 28     | 8      | 12     | 8      | 48     | 40     | +8     |
| 6º     | Sporting (Punta Alta)                 | 34     | 28     | 8      | 10     | 10     | 33     | 43     | -10    |
| 7°     | Cadetes de San Martín (Mar del Plata) | 33     | 28     | 8      | 9      | 11     | 41     | 45     | -4     |
| 8º     | Deportivo Coreano (Lobos)             | 21     | 28     | 3      | 12     | 13     | 30     | 51     | -21    |

|  | Disputó la fase de promoción. |
|  | Disputó la fase de descenso.  |

| Zona C | Zona C                         | Zona C | Zona C | Zona C | Zona C | Zona C | Zona C | Zona C | Zona C |
| Equipo | Equipo                         | Pts    | PJ     | PG     | PE     | PP     | GF     | GC     | DIF    |
| ------ | ------------------------------ | ------ | ------ | ------ | ------ | ------ | ------ | ------ | ------ |
| 1º     | Deportivo Maipú (Mendoza)      | 52     | 28     | 15     | 7      | 6      | 37     | 24     | +13    |
| 2º     | Sp. 9 de Julio (Río Tercero)   | 43     | 28     | 12     | 9      | 7      | 43     | 35     | +8     |
| 3º     | Estudiantes (Río Cuarto)       | 42     | 28     | 11     | 9      | 8      | 45     | 36     | +9     |
| 4º     | Deportivo Guaymallén (Mendoza) | 38     | 28     | 10     | 9      | 9      | 44     | 43     | +1     |
| 5º     | General Paz Juniors            | 37     | 28     | 8      | 12     | 8      | 48     | 40     | +8     |
| 6º     | Atlético Trinidad (San Juan)   | 33     | 28     | 8      | 10     | 10     | 33     | 43     | -10    |
| 7°     | Juventud Alianza (San Juan)    | 31     | 28     | 8      | 9      | 11     | 41     | 45     | -4     |
| 8º     | Centenario (Neuquén)           | 24     | 28     | 3      | 12     | 13     | 30     | 51     | -21    |

| Zona D | Zona D                        | Zona D | Zona D | Zona D | Zona D | Zona D | Zona D | Zona D | Zona D |
| Equipo | Equipo                        | Pts    | PJ     | PG     | PE     | PP     | GF     | GC     | DIF    |
| ------ | ----------------------------- | ------ | ------ | ------ | ------ | ------ | ------ | ------ | ------ |
| 1º     | Libertad (Sunchales)          | 46     | 28     | 12     | 10     | 6      | 37     | 25     | +12    |
| 2º     | La Emilia (San Nicolás)       | 42     | 28     | 11     | 9      | 8      | 39     | 30     | +9     |
| 3º     | El Linqueño (Lincoln)         | 41     | 28     | 11     | 8      | 9      | 43     | 36     | +8     |
| 4º     | Juventud Unida (Gualeguaychú) | 41     | 28     | 11     | 8      | 9      | 42     | 44     | -2     |
| 5º     | Gimnasia y Esgrima (Santa Fe) | 36     | 28     | 10     | 6      | 12     | 33     | 44     | -11    |
| 6º     | Patronato (Paraná)            | 35     | 28     | 10     | 5      | 13     | 33     | 42     | -9     |
| 7°     | Sportivo A.C. (Las Parejas)   | 34     | 28     | 8      | 10     | 10     | 46     | 45     | +1     |
| 8º     | Atlético Uruguay (Concepción) | 28     | 28     | 6      | 10     | 12     | 31     | 38     | -7     |

|  | Disputó la fase de promoción. |
|  | Disputó la fase de descenso.  |

| Zona E | Zona E                       | Zona E | Zona E | Zona E | Zona E | Zona E | Zona E | Zona E | Zona E |
| Equipo | Equipo                       | Pts    | PJ     | PG     | PE     | PP     | GF     | GC     | DIF    |
| ------ | ---------------------------- | ------ | ------ | ------ | ------ | ------ | ------ | ------ | ------ |
| 1º     | Central Córdoba (SdE)        | 50     | 28     | 15     | 5      | 8      | 40     | 30     | +10    |
| 2º     | 9 de Julio (Morteros)        | 47     | 28     | 13     | 8      | 7      | 47     | 29     | +18    |
| 3º     | Sp. Belgrano (San Francisco) | 45     | 28     | 12     | 9      | 7      | 40     | 25     | +15    |
| 4º     | Atl. Policial (Catamarca)    | 39     | 28     | 10     | 9      | 9      | 37     | 42     | -5     |
| 5º     | Concepción F.C.              | 38     | 28     | 9      | 11     | 8      | 32     | 34     | -2     |
| 6º     | Independiente (La Rioja)     | 35     | 28     | 9      | 8      | 11     | 35     | 37     | -2     |
| 7°     | Ñuñorco (Monteros)           | 28     | 28     | 7      | 7      | 14     | 26     | 43     | -17    |
| 8º     | Gimnasia y Tiro (Salta)      | 23     | 28     | 6      | 5      | 17     | 38     | 55     | -17    |

| Zona F | Zona F                           | Zona F | Zona F | Zona F | Zona F | Zona F | Zona F | Zona F | Zona F |
| Equipo | Equipo                           | Pts    | PJ     | PG     | PE     | PP     | GF     | GC     | DIF    |
| ------ | -------------------------------- | ------ | ------ | ------ | ------ | ------ | ------ | ------ | ------ |
| 1º     | Boca Unidos (Corrientes)         | 46     | 28     | 12     | 10     | 6      | 42     | 29     | +13    |
| 2º     | Crucero del Norte (Posadas)      | 45     | 28     | 11     | 12     | 5      | 45     | 32     | +13    |
| 3º     | Chaco For Ever                   | 40     | 28     | 9      | 13     | 6      | 35     | 29     | +6     |
| 4º     | Sol de América (Formosa)         | 39     | 28     | 10     | 9      | 9      | 29     | 30     | -1     |
| 5º     | Textil Mandiyú (Corrientes)      | 39     | 28     | 10     | 9      | 9      | 30     | 32     | -2     |
| 6º     | Guaraní Antonio Franco           | 33     | 28     | 8      | 9      | 11     | 40     | 44     | -4     |
| 7°     | Sarmiento (Resistencia)          | 29     | 28     | 6      | 11     | 11     | 23     | 30     | -7     |
| 8º     | Atlético Candelaria (Candelaria) | 23     | 28     | 4      | 11     | 13     | 27     | 45     | -18    |

|  | Disputó la fase de promoción. |
|  | Disputó la fase de descenso.  |

## Fase final
Clasificaron a esta etapa los dieciocho (18) ganadores de ambos torneos, nueve por cada uno.
Primera ronda
Originalmente estaba previsto que en esta etapa se enfrentasen dieciocho equipos, sin embargo, Cipolletti de Río Negro, Central Córdoba de Santiago del Estero, Deportivo Maipú de Mendoza y Libertad de Sunchales fueron ganadores en ambos torneos, y se decidió que avancen a la siguiente etapa.
Se enfrentaron diez equipos en partidos de ida y vuelta, donde en caso de igualdad se definía la serie con penales.
| Local - Vuelta             | Global        | Local - Ida                   | Ida   | Vuelta |
| -------------------------- | ------------- | ----------------------------- | ----- | ------ |
| El Linqueño (Lincoln)      | (5) 3 - 3 (3) | Juventud Unida (Gualeguaychú) | 2 - 3 | 1 - 0  |
| Bella Vista (Bahía Blanca) | 3 - 7         | Cadetes de San Martín         | 0 - 4 | 3 - 3  |
| Crucero del Norte          | 4 - 3         | Guaraní Antonio Franco        | 2 - 2 | 2 - 1  |
| Boca Unidos                | 7 - 4         | Textil Mandiyú                | 3 - 2 | 4 - 2  |
| Racing (Olavarría)         | 5 - 1         | Independiente (Neuquén)       | 3 - 1 | 2 - 0  |

Segunda ronda
Clasificaron los equipos ganadores de la Primera ronda, a los cuales se les sumó el peor de los anteriores clasificados, el cual resultó ser Libertad de Sunchales. 
Cipolletti de Río Negro, Central Córdoba de Santiago del Estero y Deportivo Maipú de Mendoza accedieron directamente a las finales.
Se enfrentaron los seis equipos en partidos de ida y vuelta, donde en caso de igualdad se definía la serie con penales.
| Local - Vuelta        | Global        | Local - Ida           | Ida   | Vuelta |
| --------------------- | ------------- | --------------------- | ----- | ------ |
| Boca Unidos           | 5 - 3         | Cadetes de San Martín | 3 - 2 | 2 - 1  |
| El Linqueño (Lincoln) | 1 - 4         | Libertad (Sunchales)  | 1 - 2 | 0 - 2  |
| Crucero del Norte     | (8) 2 - 2 (9) | Racing (Olavarría)    | 0 - 1 | 2 - 1  |

### Finales
Los tres equipos ganadores de la Segunda ronda se sumaron a los tres pre-clasificados y se enfrentaron en partidos de ida y vuelta, donde en caso de igualdad se definía la serie con penales.
Los tres (3) ganadores ascendieron a la siguiente temporada del Torneo Argentino A; mientras que los tres perdedores disputaron la promoción contra tres (3) equipos provenientes del Torneo Argentino A.
| Local - Vuelta        | Global | Local - Ida          | Ida   | Vuelta |
| --------------------- | ------ | -------------------- | ----- | ------ |
| Cipolletti            | 3 - 2  | Racing (Olavarría)   | 1 - 2 | 2 - 0  |
| Deportivo Maipú       | 1 - 2  | Libertad (Sunchales) | 0 - 1 | 1 - 1  |
| Central Córdoba (SdE) | 0 - 3  | Boca Unidos          | 0 - 1 | 0 - 2  |

### Promociones
Integrada por equipos provenientes del Torneo Argentino A, y los perdedores de las finales. Se jugaron series entre un equipo de cada categoría donde resultaba ganador el equipo con más cantidad de puntos o con mayor diferencia de gol. Cabe destacar que en caso de empate en puntos y diferencia de gol, el equipo de la división superior poseía ventaja deportiva y automáticamente ganaba la serie.
| Racing (Olavarría)                                                   | 1 - 1 | Juventud (Pergamino) | 10 de junio de 2007 |
| Juventud (Pergamino)                                                 | 2 - 0 | Racing (Olavarría)   | 17 de junio de 2007 |
| Juventud permaneció en el Torneo Argentino A con un global de 3 - 1. |       |                      |                     |

| Central Córdoba (SdE)                                                | 0 - 1 | Talleres (Perico)     | 10 de junio de 2007 |
| Talleres (Perico)                                                    | 1 - 1 | Central Córdoba (SdE) | 17 de junio de 2007 |
| Talleres permaneció en el Torneo Argentino A con un global de 2 - 1. |       |                       |                     |

| Deportivo Maipú (Mendoza)                                                  | 0 - 0 | Desamparados (San Juan)   | 1 de julio de 2007 |
| Desamparados (San Juan)                                                    | 2 - 2 | Deportivo Maipú (Mendoza) | 6 de julio de 2007 |
| Desamparados permaneció en el Torneo Argentino A por la ventaja deportiva. |       |                           |                    |

## Descensos y promociones

### Fase promocional
La disputaron los séptimos de las seis zonas, enfrentados en tres llaves, donde el ganador mantuvo la categoría, mientras que el perdedor debió disputar la promoción contra un equipo del Torneo del Interior 2007.
 El ganador fue aquel equipo que obtuvo mayor cantidad de puntos en la serie, o más cantidad de goles. En caso de igualdad, se definió la serie mediante penales.
| Juventud Alianza (San Juan)                                                    | 1 - 0         | Sportivo A.C. (Las Parejas) | 14 de abril de 2007 |
| Sportivo A.C. (Las Parejas)                                                    | (3) 2 - 1 (5) | Juventud Alianza (San Juan) | 22 de abril de 2007 |
| Juventud Alianza mantuvo la categoría; Sportivo A.C. debió jugar la promoción. |               |                             |                     |

| Huracán (Comodoro Rivadavia)                                                  | 3 - 2         | Cadetes de San Martín        | 15 de abril de 2007 |
| Cadetes de San Martín                                                         | (4) 2 - 1 (3) | Huracán (Comodoro Rivadavia) | 22 de abril de 2007 |
| Cadetes de San Martín mantuvo la categoría; Huracán debió jugar la promoción. |               |                              |                     |

| Atlético Ñuñorco                                                       | 1 - 1         | Sarmiento (Resistencia) | 15 de abril de 2007 |
| Sarmiento (Resistencia)                                                | (2) 1 - 1 (4) | Atlético Ñuñorco        | 21 de abril de 2007 |
| Atl. Ñuñorco mantuvo la categoría; Sarmiento debió jugar la promoción. |               |                         |                     |

### Fase descenso
La disputaron los peores de las seis zonas, enfrentados en tres llaves, donde el ganador debió disputar la promoción, mientras que el perdedor descendió al Torneo del Interior 2008.
 El ganador fue aquel equipo que obtuvo mayor cantidad de puntos en la serie, o más cantidad de goles. En caso de igualdad, se definió la serie mediante penales.
| Atlético Candelaria                                                                  | 2 - 0         | Gimnasia y Tiro (Salta) | 14 de abril de 2007 |
| Gimnasia y Tiro (Salta)                                                              | (4) 2 - 0 (3) | Atlético Candelaria     | 22 de abril de 2007 |
| Gimnasia y Tiro jugó la promoción; Atl. Candelaria descendió al Torneo del Interior. |               |                         |                     |

| Centenario (Neuquén)                                                         | 1 - 0 | Atlético Uruguay     | 15 de abril de 2007 |
| Atlético Uruguay                                                             | 4 - 1 | Centenario (Neuquén) | 22 de abril de 2007 |
| Atl. Uruguay jugó la promoción; Centenario descendió al Torneo del Interior. |       |                      |                     |

| Deportivo Coreano                                                              | 3 - 2         | Alianza (Cutral-Có) | 16 de abril de 2007 |
| Alianza (Cutral-Có)                                                            | (3) 2 - 1 (4) | Deportivo Coreano   | 22 de abril de 2007 |
| Deportivo Coreano jugó la promoción; Alianza descendió al Torneo del Interior. |               |                     |                     |

### Promociones
Integrada por seis (6) equipos provenientes del Torneo del Interior 2007 y seis (6) equipos del Argentino B.
 Se ordenaron en seis llaves, donde se enfrentaron equipos de distintas categorías. El equipo que más puntos obtuviese ganaba la serie, o aquel con más goles a favor. Cabe destacar que en caso de igualdad (puntos y goles), el equipo de la división superior (Argentino B) tenía ventaja deportiva y ganaba la serie.
| Defensores de Salto                                                        | 1 - 1 | Sportivo A.C. (Las Parejas) | 20 de mayo de 2007 |
| Sportivo A.C. (Las Parejas)                                                | 1 - 3 | Defensores de Salto         | 26 de mayo de 2007 |
| Defensores de Salto asciende al Torneo Argentino B con un global de 4 - 2. |       |                             |                    |

| Unión (Mar del Plata)                                                          | 0 - 1 | Deportivo Coreano (Lobos) | 20 de mayo de 2007 |
| Deportivo Coreano (Lobos)                                                      | 2 - 1 | Unión (Mar del Plata)     | 26 de mayo de 2007 |
| Deportivo Coreano se mantiene en el Torneo Argentino B con un global de 3 - 1. |       |                           |                    |

| Atlético Famaillá                                                        | 2 - 2 | Sarmiento (Resistencia) | 20 de mayo de 2007 |
| Sarmiento (Resistencia)                                                  | 0 - 1 | Atlético Famaillá       | 27 de mayo de 2007 |
| Atlético Famaillá asciende al Torneo Argentino B con un global de 3 - 2. |       |                         |                    |

| F.C. Tres Algarrobos                                                        | 1 - 0 | Huracán (Comodoro Rivadavia) | 20 de mayo de 2007 |
| Huracán (Comodoro Rivadavia)                                                | 1 - 2 | F.C. Tres Algarrobos         | 27 de mayo de 2007 |
| F.C. Tres Algarrobos asciende al Torneo Argentino B con un global de 3 - 1. |       |                              |                    |

| Atlético Argentino (Mendoza)                                                 | 2 - 2 | Gimnasia y Tiro (Salta)      | 20 de mayo de 2007 |
| Gimnasia y Tiro (Salta)                                                      | 1 - 0 | Atlético Argentino (Mendoza) | 27 de mayo de 2007 |
| Gimnasia y Tiro se mantiene en el Torneo Argentino B con un global de 3 - 2. |       |                              |                    |

| Colegiales (Concordia)                                            | 3 - 0 | Atlético Uruguay       | 20 de mayo de 2007 |
| Atlético Uruguay                                                  | 2 - 2 | Colegiales (Concordia) | 27 de mayo de 2007 |
| Colegiales asciende al Torneo Argentino B con un global de 5 - 2. |       |                        |                    |

## Goleadores
| Pos. | Jugador              | Jugador     | Goles | Equipo     |
| ---- | -------------------- | ----------- | ----- | ---------- |
| 1°   | Bandera de Argentina | Oscar Padúa | 26    | Cipolletti |